# Lucembursko
Lucembursko, plným názvem Lucemburské velkovévodství (lucembursky Groussherzogtum Lëtzebuerg, německy Großherzogtum Luxemburg, francouzsky Grand-Duché de Luxembourg), je malý západoevropský vnitrozemský stát. Na západě a severu sousedí s Belgií, na východě s Německem a na jihu s Francií. Severní třetina země, Oesling, je kopcovitá, zbytek je rovinatý Gutland; podnebí má mírné oceánské. Na ploše asi 2 600 km² žije přibližně 672 000 obyvatel, velkovévodství je tak sedmým nejmenším suverénním státem v Evropě, jednou z nejméně zalidněných zemí v Evropě a druhým nejméně lidnatým státem Evropské unie (EU). Jeho hlavní a nejlidnatější město Lucemburk je sídlem několika institucí EU, zejména Soudního dvora. Mezi další velká sídla patří Esch-sur-Alzette, Differdange a Dudelange. Mírná většina obyvatel jsou Lucemburčané, největšími menšinami jsou Portugalci a Francouzi. Úředními jazyky jsou lucemburština, němčina a francouzština.
Počátek dějin Lucemburska se obvykle klade k roku 963, kdy hrabě Siegfried získal římské opevnění zvané Lucilinburhuc, a to od benediktínského kláštera v Trevíru. Siegfriedovi potomci zvětšovali území sňatky, válkami a vazalskými vztahy. Na konci 13. století vládli již na značném území jako lucemburská hrabata. V roce 1308 se lucemburský hrabě Jindřich VII. stal římským králem a později císařem Svaté říše římské. Lucemburský rod během vrcholného středověku dokázal na císařský stolec prosadit čtyři panovníky. Jeden z nich, Karel IV., povýšil v roce 1354 hrabství na vévodství. To bylo posléze inkorporováno do Burgundského kraje, Habsburského Nizozemí, Francouzského království a nakonec bylo ovládnuto Napoleonem a začleněno do První francouzské republiky a císařství. Současný stát vznikl na Vídeňském kongresu v roce 1815. Roku 1839 byla čistě francouzsky mluvící část Lucemburska, takřka polovina území, postoupena Belgii. Od té doby Lucembursko existuje ve stejných hranicích.
Lucembursko je zastupitelská demokracie a konstituční monarchie s velkovévodou jako ceremoniální hlavou státu, zákonodárným orgánem je jednokomorový parlament. Je rozvinutou zemí s velmi vyspělou ekonomikou, má nejvyšší hrubý domácí produkt dle parity kupní síly na obyvatele na světě. Index lidského rozvoje a rovnost LGBT osob jej řadí mezi nejvýše postavené v Evropě. Lucembursko je proslulé ochranou životního prostředí, podle indexu Environmental Performance Index je šestou nejlepší zemí na světě. Země chce dosáhnout nulových emisí skleníkových plynů do roku 2050. Je zakládajícím členem Organizace spojených národů, Severoatlantické aliance, Evropské unie, schengenského prostoru, eurozóny, Organizace pro hospodářskou spolupráci a rozvoj a Beneluxu.

## Dějiny

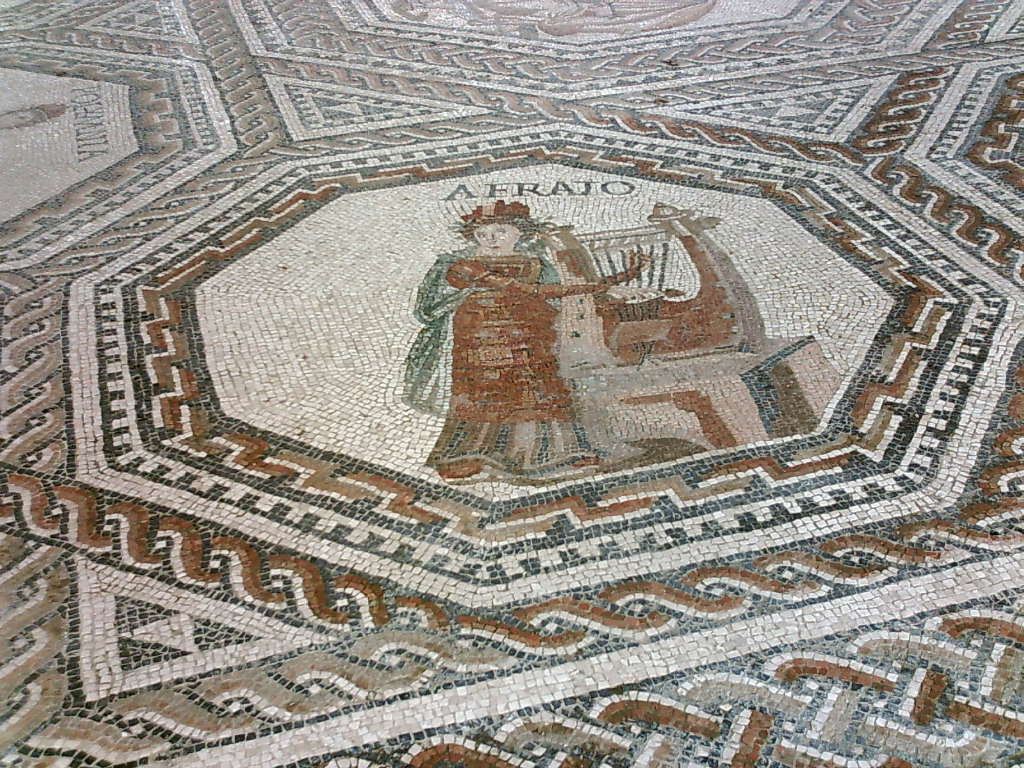
Římská mozaika z Vichtenu

První lidé osídlili lucemburské území v paleolitu, asi před 35 000 lety. Zhruba od roku 600 př. n. l. do roku 100 obývali území Lucemburska Keltové. Zdejší kmen byl znám jako Treveři. Obýval oblast dolního toku řeky Mosely v jižních pásech rozlehlého Ardenského lesa (Arduenna Silva). Jejich hlavním centrem bylo oppidum Titelberg. O Treverech vědí historikové relativně hodně díky tomu, že vstoupili do služeb Julia Caesara při jeho galském tažení. Byli s Římany nejvíce spolupracujícím galským kmenem a patrně se kulturně i dost romanizovali. Caesarovy komentáře v jeho Zápiscích o válce galské jsou nejstarším písemným dokladem o lidském osídlení území Lucemburska. Po Caesarově úspěšném tažení byli Treveři násilně začleněni do Římské říše, s čímž se ale nesmířili. Po neúspěšných povstáních v letech 54–53 př. n. l. překročila většina treverských rodů řeku Rýn, aby se usadila po boku germánských kmenů. Římané později území začlenili do své provincie Gallia Belgica, část území spadala i do provincie Germania Inferior. Nejvýznamnějšími památkami na galsko-římskou epochu jsou zbytky města Ricciacum (současný Dalheim) a římská mozaika z Vichtenu, jejíž originál byl umístěn do Národního muzea dějin a umění v Lucemburku.

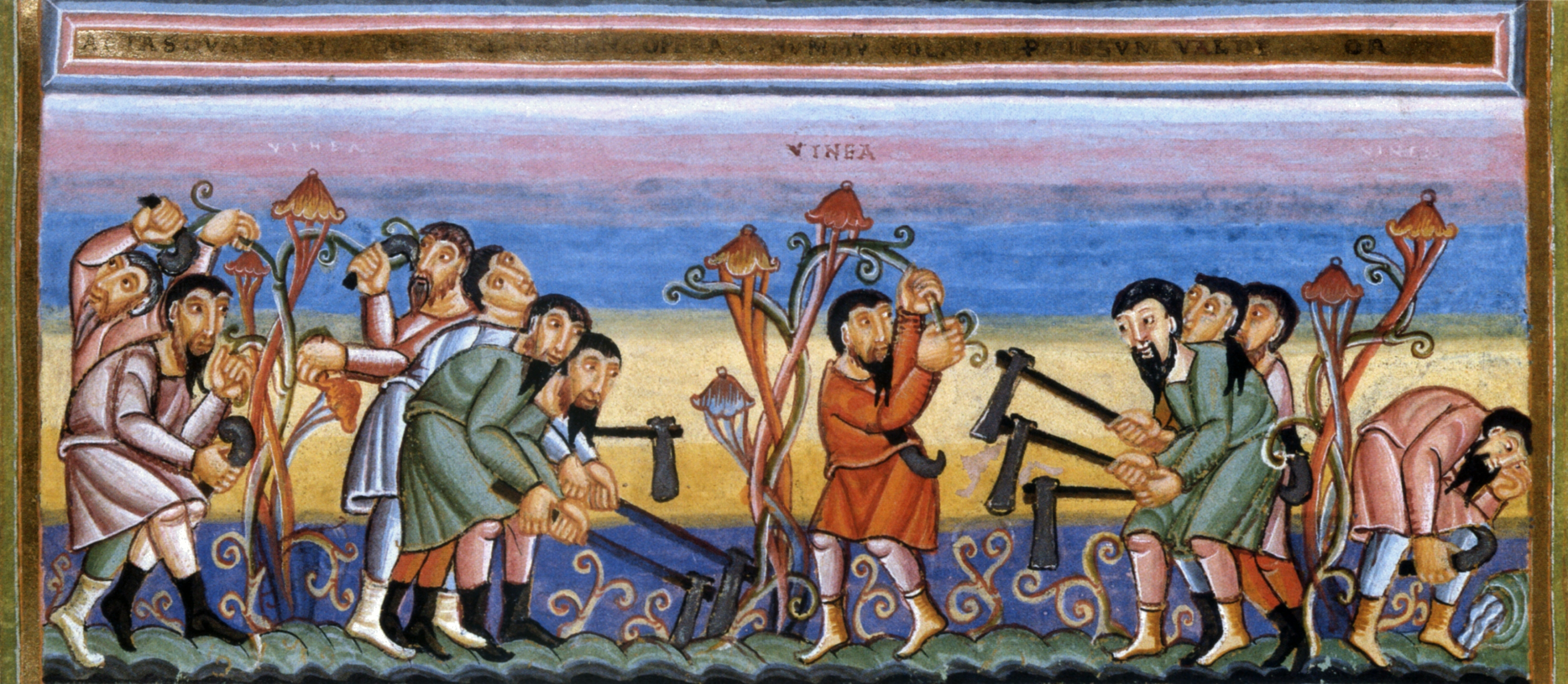
Zlatý kodex z Echternachu

Lucemburské území pak bylo ve 3. století osídleno germánskými Franky a Římany opuštěno v roce 406. Germánský jazyk franština, jímž tito sálští Frankové mluvili, je považován za základ dnešní lucemburštiny. Franské území se stalo součástí menšího merovejského království Austrasie. To bylo po smrti posledního merovejského krále roku 751 začleněno do Franské říše, v době jejího vrcholu za vlády Pipina III. a Karla Velikého. Verdunská smlouva z roku 843 pak toto území přisoudila Středofranské říši, v roce 855 pak přešlo pod Lotharingii. Roku 959 se stalo součástí Lotrinského vévodství. Spolu s ním se stalo součástí Svaté říše římské.

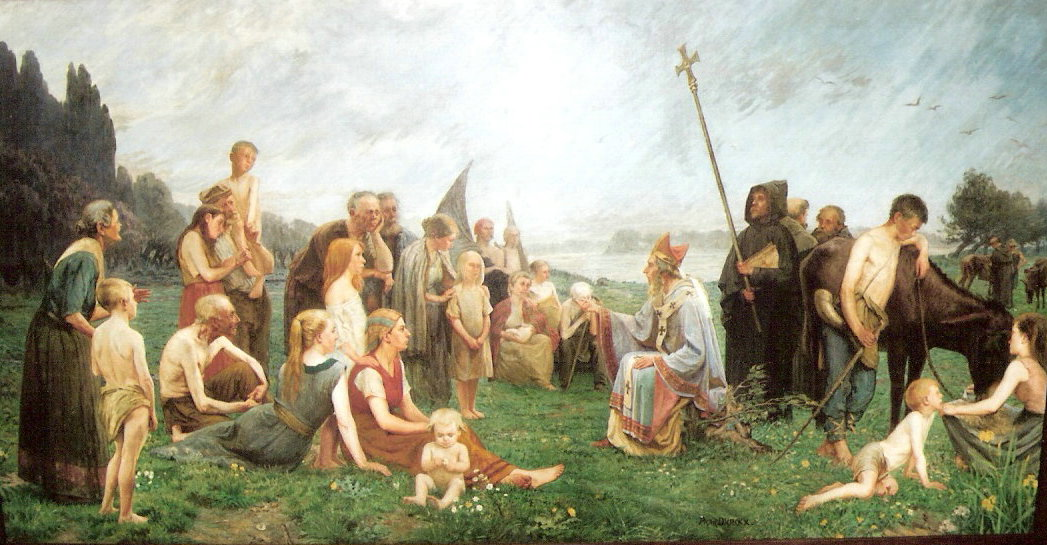
Svatý Willibrord káže

Christianizace Lucemburska spadá zhruba do 7. století. Klíčovou postavou v ní byl Svatý Willibrord, benediktin z Northumbrie. Ten roku 698 založil klášter v Echternachu. Je připomínán každoročním tanečním procesím, posledním takovým v Evropě, jež je doloženo prvně z roku 1100. Od roku 2010 je zapsáno na listině nehmotného světové kulturního dědictví UNESCO. Echternach se díky Willibrordovi stal kulturním centrem raně středověkého Lucemburska, v klášteře vznikl například Zlatý kodex z Echternachu. 

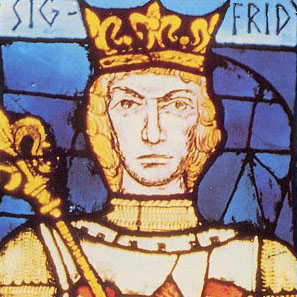
Siegfried I. Lucemburský

Za mezník určující faktický vznik Lucemburského hrabství pak Lucemburčané považují postavení Lucemburského hradu (Lucilinburhuc) roku 963. Byl vystavěn patrně na základech staré římské strážní věže. Jeho zakladatelem měl být Siegfried I., který přišel z Arden. Okolo hradu postupně vznikalo středověké město, jež se stalo střediskem nevelkého, leč svou polohou nikoliv nepodstatného panství. Hrabství však de iure zůstávalo dlouho součástí Lotrinského vévodství. Za prvního opravdu nezávislého lucemburského panovníka je označován až Konrád I., který se ujal vlády roku 1059. Odřízl zemi od lotrinské vlády, ponechal ji však v rámci Svaté říše římské. Bohaté hrabství připojovalo další a další území, jeho expanzi zastavili až Brabanti v bitvě u Worringenu roku 1288, v níž se bojovalo o Limburské hrabství, a v níž si připsal porážku Jindřich VI. Lucemburský.

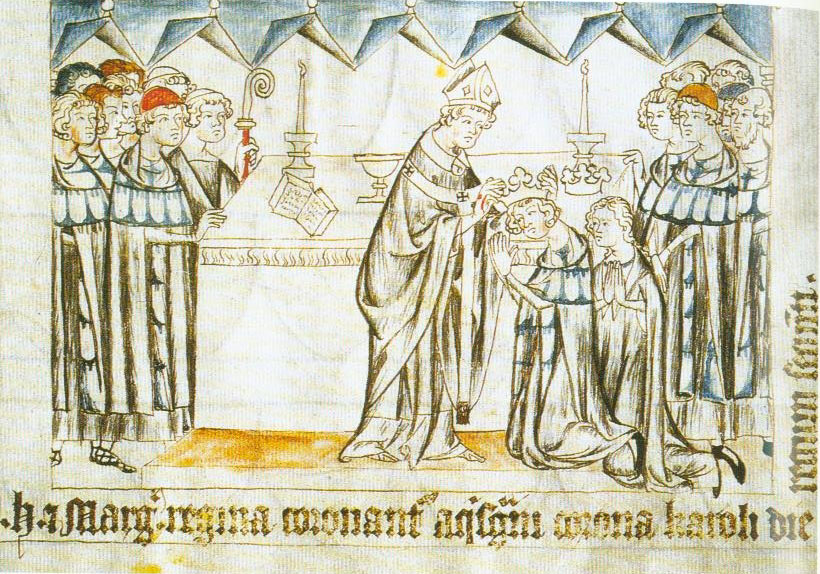
Korunovace Jindřicha Lucemburského a jeho manželky Markéty římskou korunou v Cáchách

Panování dynastie obecně známé jako Lucemburkové bylo ovšem zlatou dobou lucemburské historie. Podle spisu Jana z Arrasu odvozovali Lucemburkové svůj původ od bájné víly Meluzíny. Skutečnou zakladatelkou rodu však byla hraběnka Ermesinda (asi 1186 – 1247), jediný potomek hraběte Jindřicha IV. Slepého. Roku 1308 se rodu lucemburských hrabat dostalo velké cti: Jindřich VII. Lucemburský byl po smrti Albrechta Habsburského zvolen králem v římskoněmecké říši. Tím se Lucemburkové i Lucembursko staly důležitým hráčem evropské politiky. V roce 1310 se Lucemburkové dostali na český trůn, když se Jan Lucemburský oženil s Eliškou Přemyslovnou. Jan byl považován za symbol středověkých rytířských ctností, v Lucembursku založil například tradici slavností Schueberfouer (1340) a je zde vnímán jako národní hrdina. 

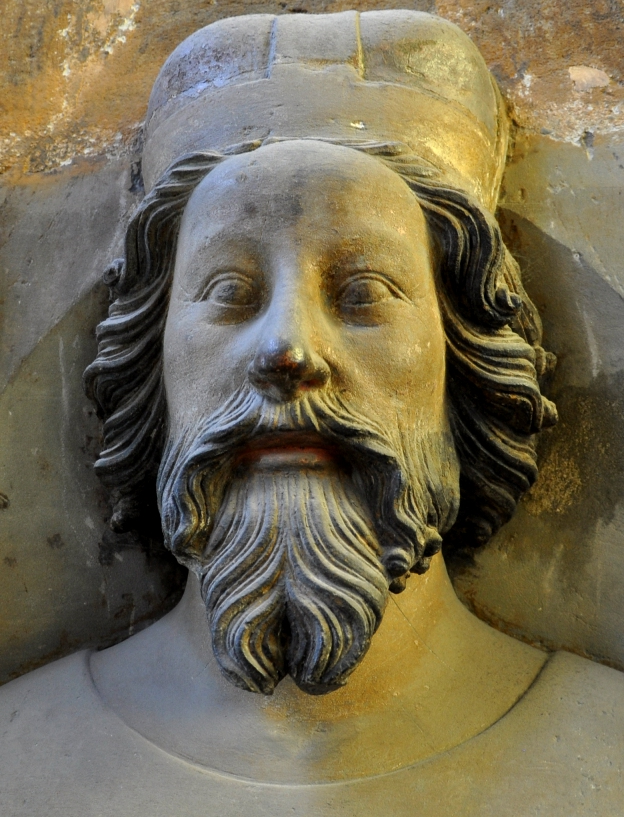
Václav Lucemburský, první lucemburský vévoda

Na vévodství bylo hrabství povýšeno roku 1354 Janovým synem Karlem IV., jedním z nejvýznamnějších Lucemburků, který se stal i římským císařem a českým králem. Prvním vévodou byl Václav Lucemburský, který z lucemburského dvora učinil kulturní centrum své doby, proslul především jako dlouholetý mecenáš kronikáře a básníka Jeana Froissarta, autora tzv. Kroniky stoleté války, která zachycuje události okolo vleklého sporu Anglie s Francií a mimo jiné také podle očitého vyprávění vojáků popisuje průběh bitvy u Kresčaku, kde padl Jan Lucemburský. Sám Václav byl význačný básník. Jeho připojení hrabství Chiny roku 1364 přivedlo Lucembursko na historický vrchol územní expanze. Posledním Lucemburkem na lucemburském vévodském trůně byla Eliška Zhořelecká.
Bezdětná Eliška se chtěla na převzetí lucemburského panství po své smrti dohodnout s burgundským vévodou Filipem III. Dobrým. Ten však na její smrt nečekal a roku 1441 ji z Lucemburska vyhnal. Tím dle tradičního lucemburského výkladu začalo „400 let cizí nadvlády“.

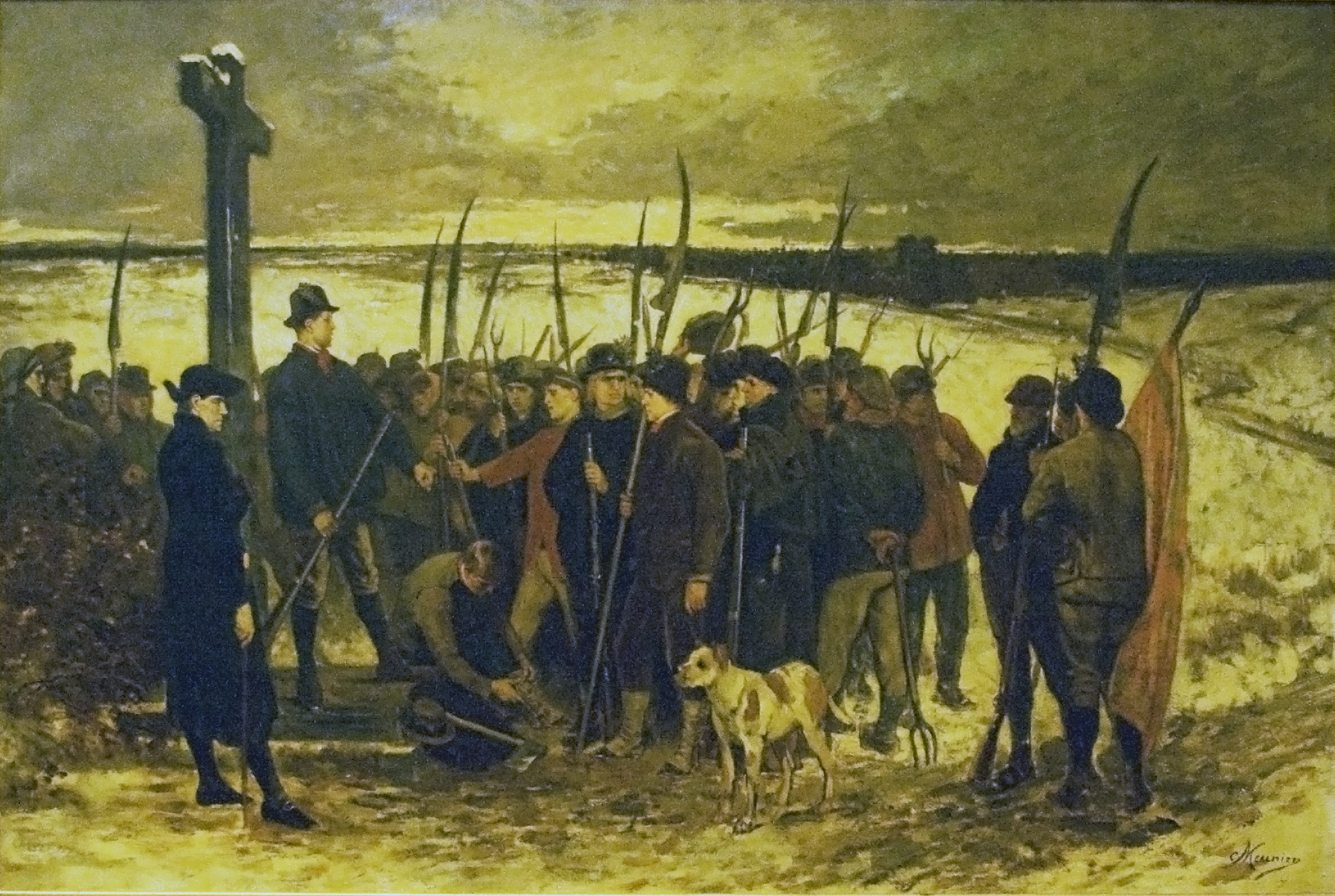
Protinapoleonské povstání

Po krátkém období vlády burgundských vévodů připadlo Lucembursko v roce 1477 Habsburkům, kteří ho spojili s Nizozemskem. Španělská linie rodu Habsburků vládla zemi v letech 1556–1684 a 1697–1700. V letech 1684–1697 bylo Lucembursko pod francouzskou vládou. Rakouská větev rodu Habsburků zde vládla v letech 1714–1795. V letech 1795–1814 bylo Lucembursko opět pod francouzskou nadvládou jako Département des Forêts. Napoleon nicméně dobýval lucemburskou pevnost sedm měsíců, což vedlo Lazara Carnota ke známému výroku, že Lucemburk je „nejlepší pevností na světě po Gibraltaru“, což dalo vzniknout přezdívce města „Gibraltar severu“. Francouzská vláda katolické Lucemburčany popuzovala a v roce 1798 proti ni povstali, nicméně mnoho republikánských myšlenek mělo na Lucembursko trvalý účinek: jedním z mnoha příkladů je napoleonský občanský zákoník (Code civil), který byl přijat v roce 1804 a jen s drobnými úpravami platí dodnes.

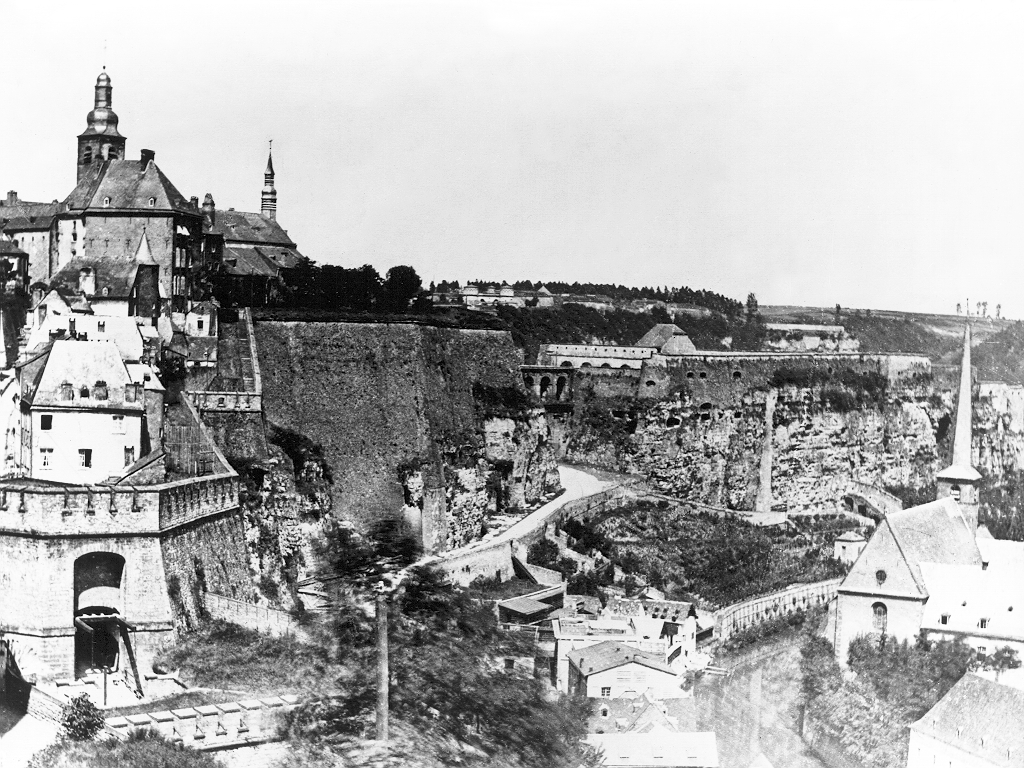
Lucemburská pevnost v roce 1867. Krátce poté, po vyhlášení neutrality, byla většina opevnění stržena.

V roce 1815 byla země díky Vídeňském kongresu povýšena na velkovévodství, stala se nezávislou a byla spojena v personální unii s Nizozemskem, se kterým měla tedy společného panovníka, za jehož soukromé vlastnictví bylo Lucembursko považováno. Zároveň bylo zařazeno do Německého spolku a v zemi působila rozhodnutím Vídeňského kongresu rovněž pruská vojenská posádka, která měla odstrašovat Francouze od snahy znovu zemi získat.
V důsledku vyhlášení nezávislosti Belgie přišlo Lucembursko mezi lety 1830–1839 přibližně o polovinu svého, většinou frankofonního území, jež se stalo belgickou provincií Lucemburk (viz též První londýnská smlouva). V roce 1866 spor Francie a Německa o Lucembursko hrozil válkou, kterou odvrátila Druhá londýnská smlouva roku 1867, jež uchovala Lucembursku nezávislost za cenu přísné neutrality. Pruští vojáci po podepsání smlouvy opustili Lucemburk, jeho mohutné opevnění bylo strženo. Lucemburská ústava byla přijata roku 1868.

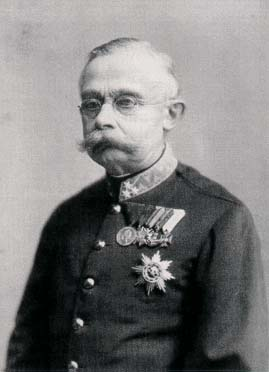
Adolf Lucemburský

Personální unie s Nizozemskem byla rozbita poté, co v roce 1890 Lucemburčané odmítli uznat nástupnictví královny Vilemíny (neboť lucemburská ústava nepřipouštěla vládu ženy, pokud žili další mužství členové vévodského rodu) a vynutili si nástup bývalého nasavského vévody Adolfa na trůn. Tím se Lucembursko stalo zcela nezávislým státem.
Na počátku 20. století se Lucembursko stalo výrazným výrobcem železa. Železárny a ocelárny byly koncentrovány především na jihu a jihozápadě země, v oblasti zvané Červená země (lucembursky: Minettsgéigend). Sláva lucemburského ocelářství pohasla až v 70. letech 20. století.
Lucembursko se po zrušení personální unie s Nizozemskem dostalo do německé sféry vlivu, byť nadále hlásalo neutralitu. Ta však nezabránila tomu, že 2. srpna 1914 bylo Lucembursko obsazeno Německem. 11. listopadu 1918 jej osvobodila dohodová vojska. Marie-Adéla Lucemburská byla obviňována z kolaborace s Němci a po válce raději abdikovala. I tak se monarchistický systém otřásl v základech: V listopadu 1918 byl ve sněmovně poražen návrh na zrušení monarchie jen velmi těsně: 21 hlasy proti 19. V roce 1919 však odmítla republiku jasná většina 77,8 % lucemburského obyvatelstva v referendu. Během této doby Belgie usilovala o anexi Lucemburska, všechny tyto nároky však byly nakonec na pařížské mírové konferenci zamítnuty. 

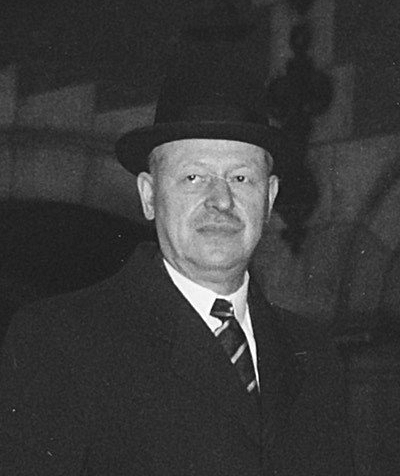
Pierre Dupong

Lucembursko znovu obsadila německá armáda 10. května 1940. Velkovévodská rodina odešla do exilu v USA, nejprve v kanadském Montrealu, poté v Londýně zasedla exilová vláda v čele v Pierrem Dupongem, klíčovou osobností moderních lucemburských dějin a zakladatelem vlivné Křesťanskosociální lidové strany (Chrëschtlech Sozial Vollekspartei). Německé okupační úřady prohlásily Lucemburčany za německé občany a asi 13 000 jich povolaly do německé armády. 2 848 lucemburských vojáků pak ve válce padlo. V reakci na nucené odvody proběhla po celé zemi od 1. do 3. září 1942 generální stávka. Dupong podporoval síly Spojenců a malý kontingent lucemburských vojáků se podílel i na vylodění v Normandii. Spojenecká vojska zemi osvobodila koncem roku 1944. Válka dolehla na Lucemburčany těžce hlavně během bitvy v Ardenách. 2,45 % lucemburské populace bylo ve válce zabito a třetina všech budov v zemi byla zničena nebo těžce poškozena. Přibližně 1 000-2 500 lucemburských Židů bylo zavražděno během holokaustu.

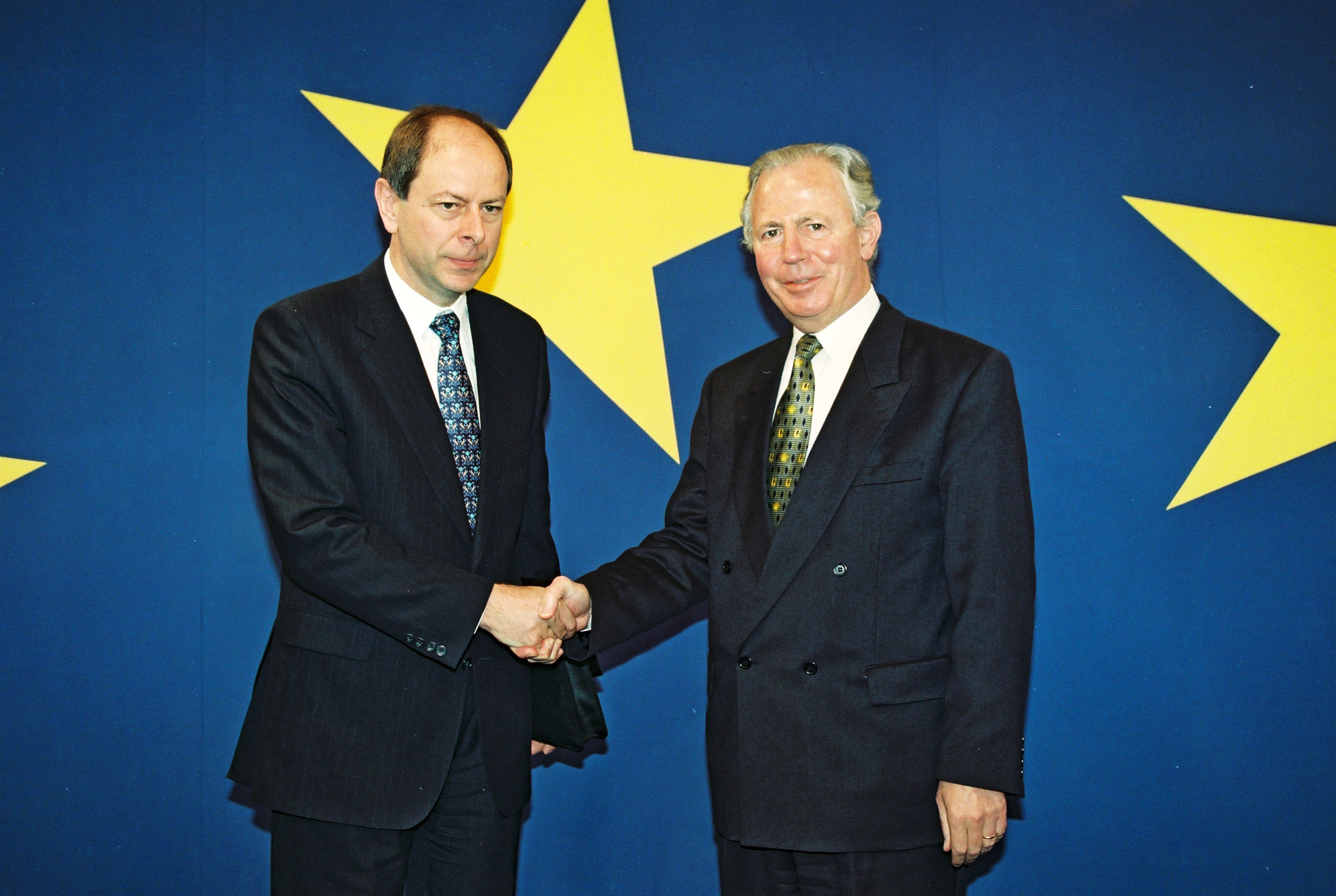
Jacques Santer (vpravo) se jako předseda EK zdraví v roce 1998 s tehdejším předsedou české vlády Josefem Tošovským

Po druhé světové válce stálo Lucemburské velkovévodství u zrodu Organizace spojených národů (1945) a Severoatlantické aliance (1949). Neutrality se formálně zřeklo roku 1948. Lucemburští politici se začali výrazně angažovat rovněž v evropském integračním procesu. Lucemburčan Robert Schuman patří k otcům myšlenky Evropské unie. Lucembursko také patřilo v roce 1951 k šesti zakládajícím členům Evropského společenství uhlí a oceli, jádra budoucího Evropského hospodářského společenství a posléze i Evropské unie. Těchto šest zakládajících členů dodnes vytváří neformální skupinu zvanou někdy Vnitřní šestka, která je považována za motor integračních procesů. Lucemburčané se také často stávají předsedy Evropské komise, byli jimi Jacques Santer, Gaston Thorn a Jean-Claude Juncker. Lucemburský politik Pierre Werner je někdy nazýván "otcem eura". 14. června 1985 byla u lucemburské obce Schengen podepsána tzv. Schengenská smlouva o postupném rušení kontrol na společných hranicích. Dosud ji podepsalo 26 evropských států a zóna volného pohybu lidí se dodnes nazývá schengenský prostor.

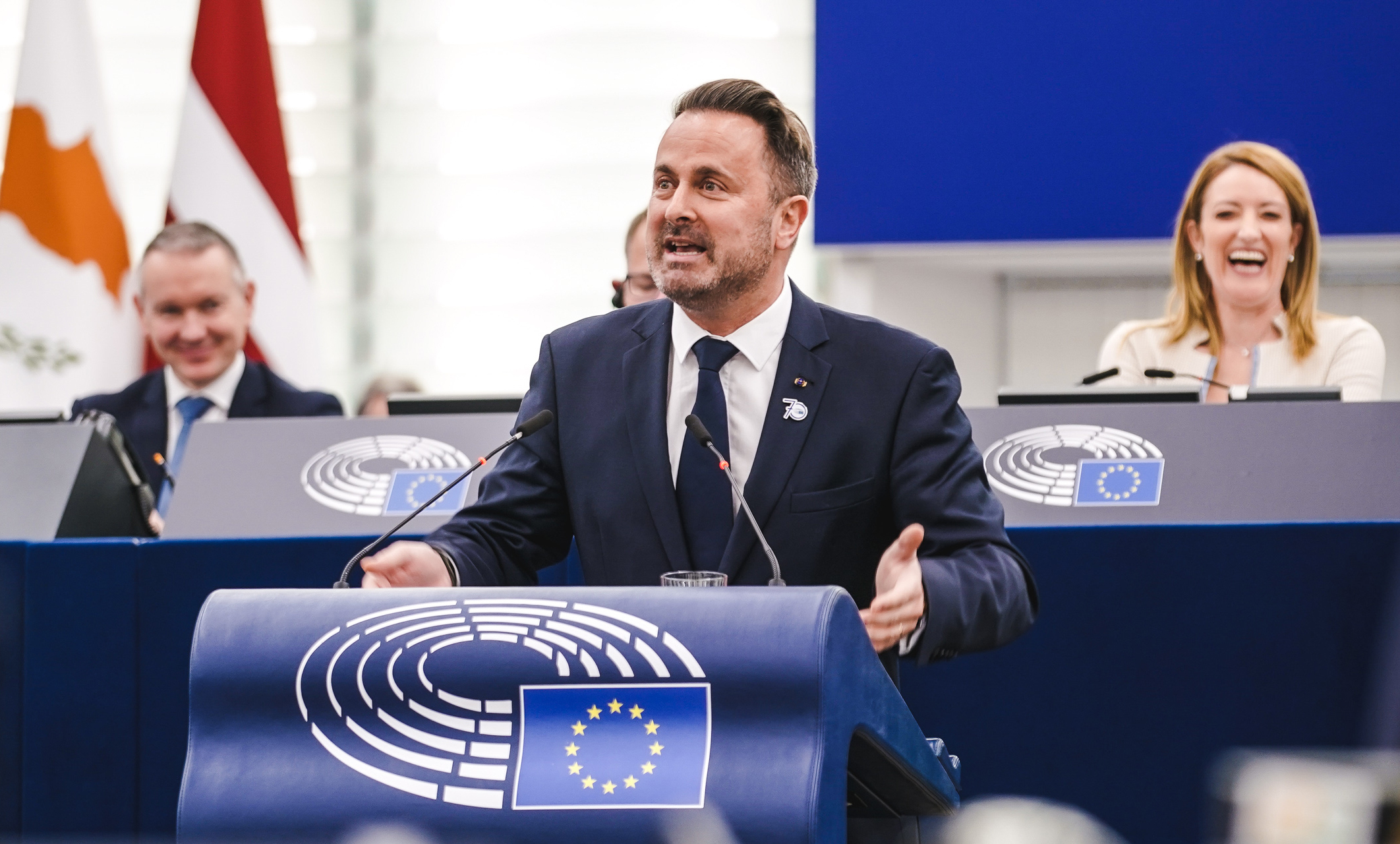
Xavier Bettel

Lucembursko se ve 2. polovině 20. století rovněž stalo jednou z nejbohatších zemí na světě, hlavně díky silnému bankovnímu sektoru, politické stabilitě, nízkým daním (mnozí ho označují dokonce za daňový ráj) a evropské integraci, jejímž prostřednictvím lucemburští politici systematicky zesilují svůj vliv, nad úroveň, která odpovídá velikosti či lidnatosti této země.
V roce 1999 přijalo Lucembursko měnu euro. V roce 2008 se Lucembursko stalo třetí zemí na světě, kde byla povolena eutanázie. V roce 2015 přijal parlament zákon povolující stejnopohlavní manželství. Vzápětí si lucemburský premiér Xavier Bettel vzal za manžela muže. Stal se tak druhým předsedou vlády, který během svého mandátu uzavřel homosexuální sňatek (prvním byla islandská premiérka Jóhanna Sigurardóttirová) a prvním, který uzavřel svazek gayů.

## Státní symboly

### Vlajka
Lucemburská vlajka je tvořena listem o poměru stran 3:5 se třemi vodorovnými pruhy – červeným, bílým a světle modrým.

### Znak
Lucemburský státní znak má tři verze – znak malý, střední a velký. Malý znak je tvořen devětkrát, stříbrně a modře, děleným štítem, v něm červený, dvouocasý, zlatě korunovaný lev se zlatou zbrojí. Štít převýšen (nepodšitou) velkovévodskou korunou. Střední znak je oproti malému doplněn štítonoši – dvěma zpět hledícími, zlatými, dvouocasými, korunovanými lvy s červenou zbrojí. Velký znak je oproti střednímu doplněn o klenot Řádu Dubové koruny, který je zavěšen na stuze pod štítem. Vše položeno na hermelínem podšitý, červený plášť, vrcholící velkovévodskou korunou.

### Hymna
Lucemburská hymna je píseň Ons Heemecht (česky Naše vlast). Hudbu složil Jean Antoine Zinnen, slova napsal básník Michel Lentz.
Kromě národní má Lucembursko ještě velkovévodskou hymnu zvanou Wilhelmus, ktera se hraje během oficiálních státních ceremonií, je-li přítomna velkovévodská rodina.

## Geografie

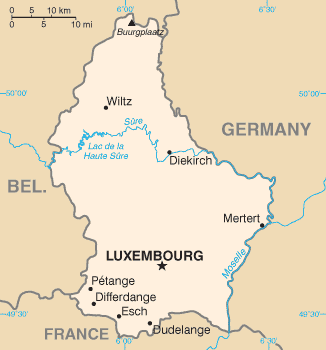
Mapa Lucemburska

Lucembursko je jednou z nejmenších zemí v Evropě. Je 167. nejmenší nezávislou zemí světa ze 194. Země má rozlohu asi 2 586 kilometrů čtverečních. Měří 82 km na délku (zhruba vzdálenost Praha-Pardubice) a 57 km na šířku (zhruba vzdálenost Praha-Příbram)
Lucembursko se dělí na dvě značně odlišné části:
- Oesling – část na severu tvoří přibližně třetinu území státu. Nachází se zde Porýnská břidličnatá vrchovina, která je součástí Středoněmecké vysočiny. Průměrná nadmořská výška této oblasti je 400–500 m n. m. a nejvyšším vrcholem je současně nejvyšší hora celého velkovévodství Kneiff (560 m n. m.). Krajina je tvořena náhorní rovinou rozdělenou koryty řek, jako jsou Saner, Clerf nebo Wiltz. V okolí řek se nacházejí bažiny a rašeliniště. Oblast je mnohem méně obydlená a zemědělsky využívaná než jih.
- Gutland (francouzsky: Bon Pays) – kopcovitá krajina zaujímá střední a jižní část státu. Průměrná nadmořská výška se pohybuje mezi 250–300 m n. m. Nejvyšší kopce se nacházejí na jihozápadě, nejvyšší hora oblasti je Mont-Saint-Jean se 472 metry. Krajina je tvořena pískovci, vápenci a dolomity, jsou zde také bohatá naleziště rud. Zdejší půda je úrodná, zejména u řeky Mosely, kde se nachází rozsáhlé vinice.

V Lucembursku je bohatá říční síť a až na říčku Korn náleží všechny do povodí největší lucemburské řeky Mosely, která svým tokem vytváří přírodní hranici mezi Lucemburskem a Německem. Mosela má sice největší průtok, ale nejdelší je se 160 km řeka Sauer (nebo také Sûre). Národní řekou je Alzette. Spolu s Moselou vytváří východní hranici státu řeky Sauer a Our.
Východní část Oeslingu, kde se nachází turisticky atraktivní Malé lucemburské Švýcarsko, je součástí přírodního parku zasahujícího i do Německa.
Hlavní město Lucemburk je zároveň největším městem v zemi. Mezi další důležitá sídla patří Esch-sur-Alzette, Echternach, Diekirch, Differdange, Dudelange a Sanem. Zajímavý je i Vianden s rozsáhlým románsko-gotickým hradem a domem spisovatele Viktora Huga. Lucemburk byl společností Mercer vyhodnocen jako šesté nejlepší město k životu ze 64 světových metropolí.

### Fauna a flóra

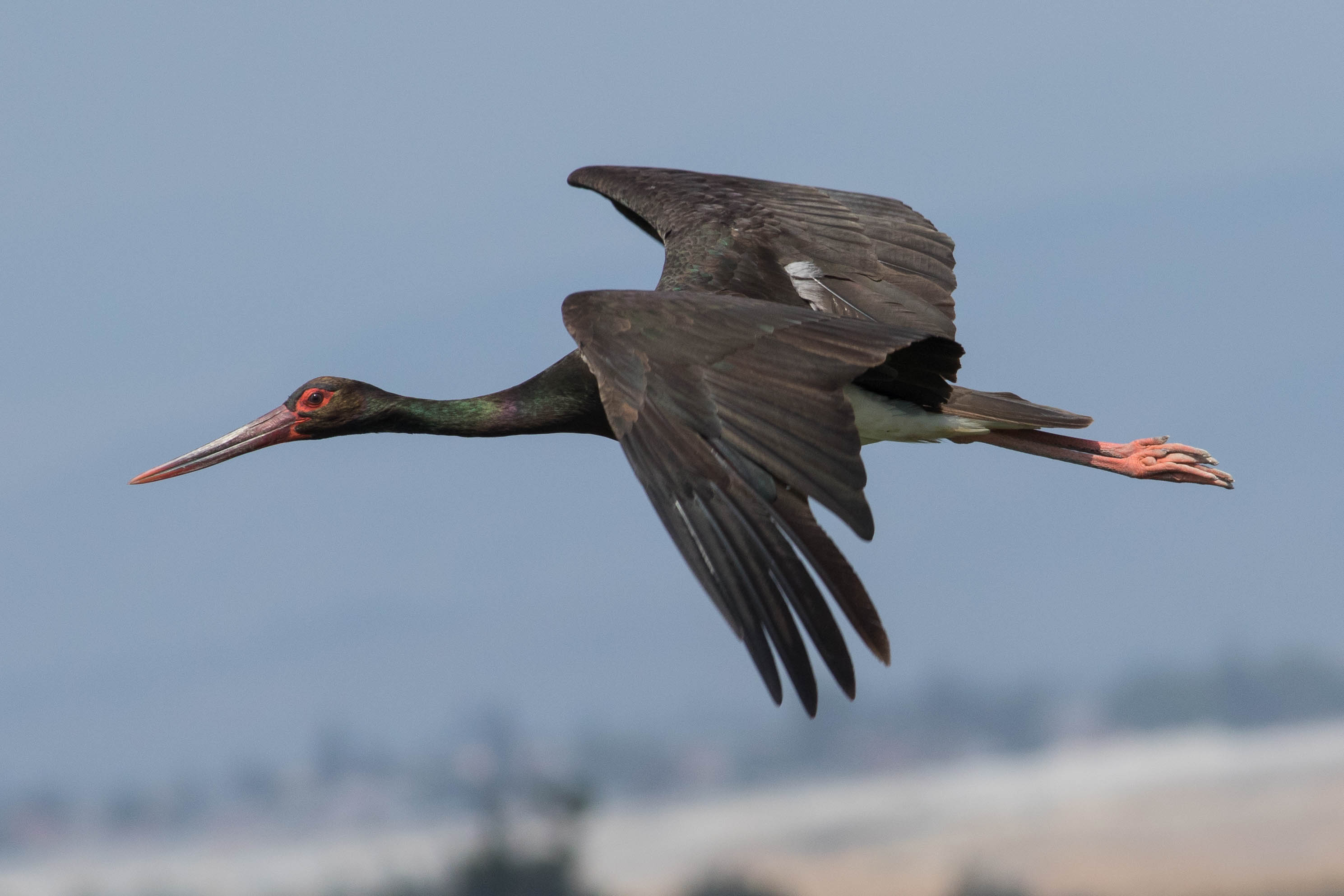
Čáp černý

Přes třetinu země zaujímají lesy, které se vyskytují především v oblasti Oesling, zatímco Gutland na jihu je využíván spíše zemědělsky. Lesy jsou zejména listnaté, jehličnaté stromy, které dnes tvoří asi 30 % lucemburských dřevin, byly vysázeny na začátku 19. století. Mezi nejčastější dřeviny v severních lesích patří buk, dub, javor a smrk. Velkou část lesní plochy zabírá dubové mlází. Pro nezalesněné oblasti jsou charakteristické kolonie vřesovce čtyřřadého a cesmíny.
Ösling ohromuje početnými populacemi jelena evropského a divokých prasat, z ptáků pak čápa černého nebo jeřábka lesního. Jiné druhy ale zaznamenaly rapidní pokles. Příkladem může být puštík obecný. Ještě v 60. letech 20. století žilo v Lucembursku 3400 až 4200 hnízdících párů tohoto druhu. V roce 2006 se populace snížila na 15 až 20 hnízdících párů. Patrně moderní formy zemědělství dovedly v Lucembursku (a ovšem i jinde v Evropě) na pokraj vyhynutí také sýčka obecného. Naopak jistým překvapením pro biology se stalo rozšíření ještěrky zední, jejíž tradiční domovinou bývalo Středomoří. Další fauna je typicky středoevropská: lišky, kuny, bažanti. Většina zvěře je chráněna. V Lucembursku je ohroženo 54,8 % druhů savců, 41,5 % druhů ptáků, 33 % druhů plazů, 71,4 % obojživelníků a 62 % druhů ryb.
Podle Environmental Performance Indexu (edice 2020), který se sestavuje Yaleova univerzita, má Lucembursko druhou nejlepší ochranu životního prostředí na světě.

### Klima

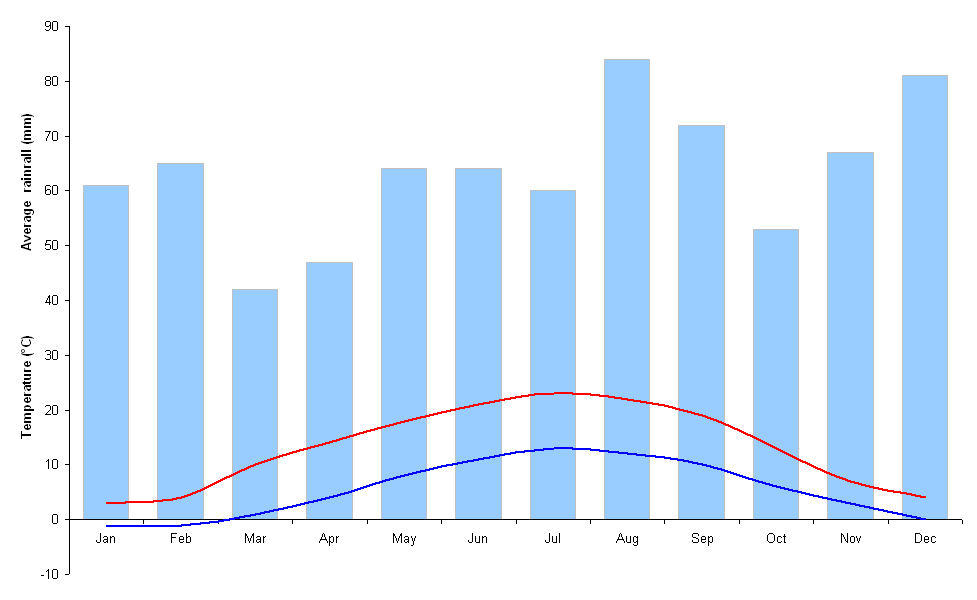
Klima ve městě Lucemburku

Podnebí země ovlivňuje Atlantský oceán, ale i kontinentální klima. Lucembursko patří do západoevropského kontinentálního klimatického regionu a tudíž zde nejsou žádné extrémní teploty. Průměrná lednová teplota přibližně 0 °C, v červenci se pohybuje okolo 17 stupňů. Celková průměrná teplota je 9 °C. Úhrn ročních srážek činí 700 – 1000 mm, i když někde dosahuje až k 1200 mm. Klima Oeslingu je vlhčí a chladnější než klima Gutlandu. Nejtepleji je v údolí řeky Mosely, kde se pěstuje vinná réva.

### Největší města
- Lucemburk 122 273 obyvatel
- Esch-sur-Alzette 32 063 obyvatel
- Differdange 22 769 obyvatel
- Dudelange 19 292 obyvatel
- Pétange 16 762 obyvatel
- Sanem 14 832 obyvatel
- Hesperange 14 027 obyvatel

## Politika

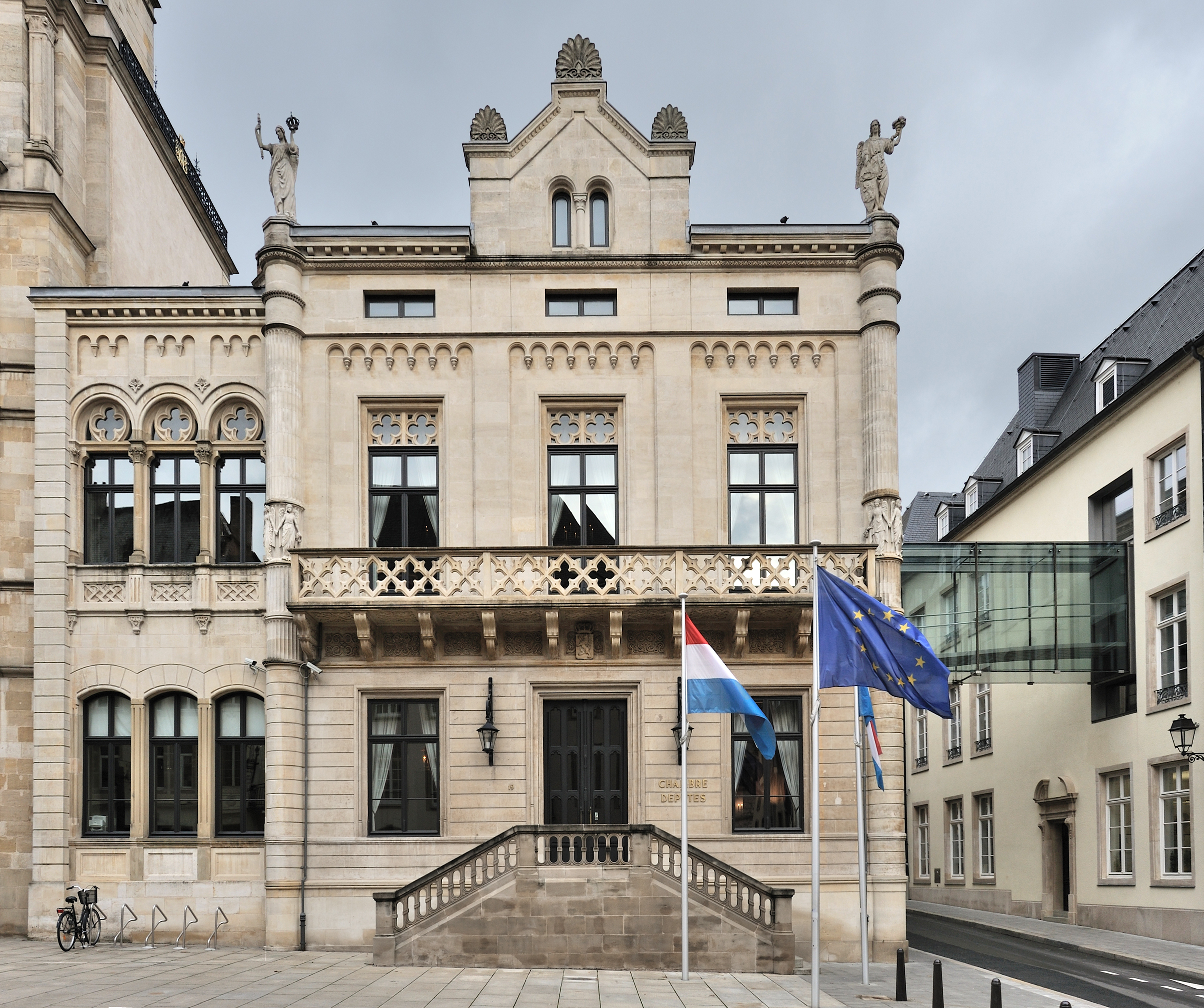
Lucemburský parlament

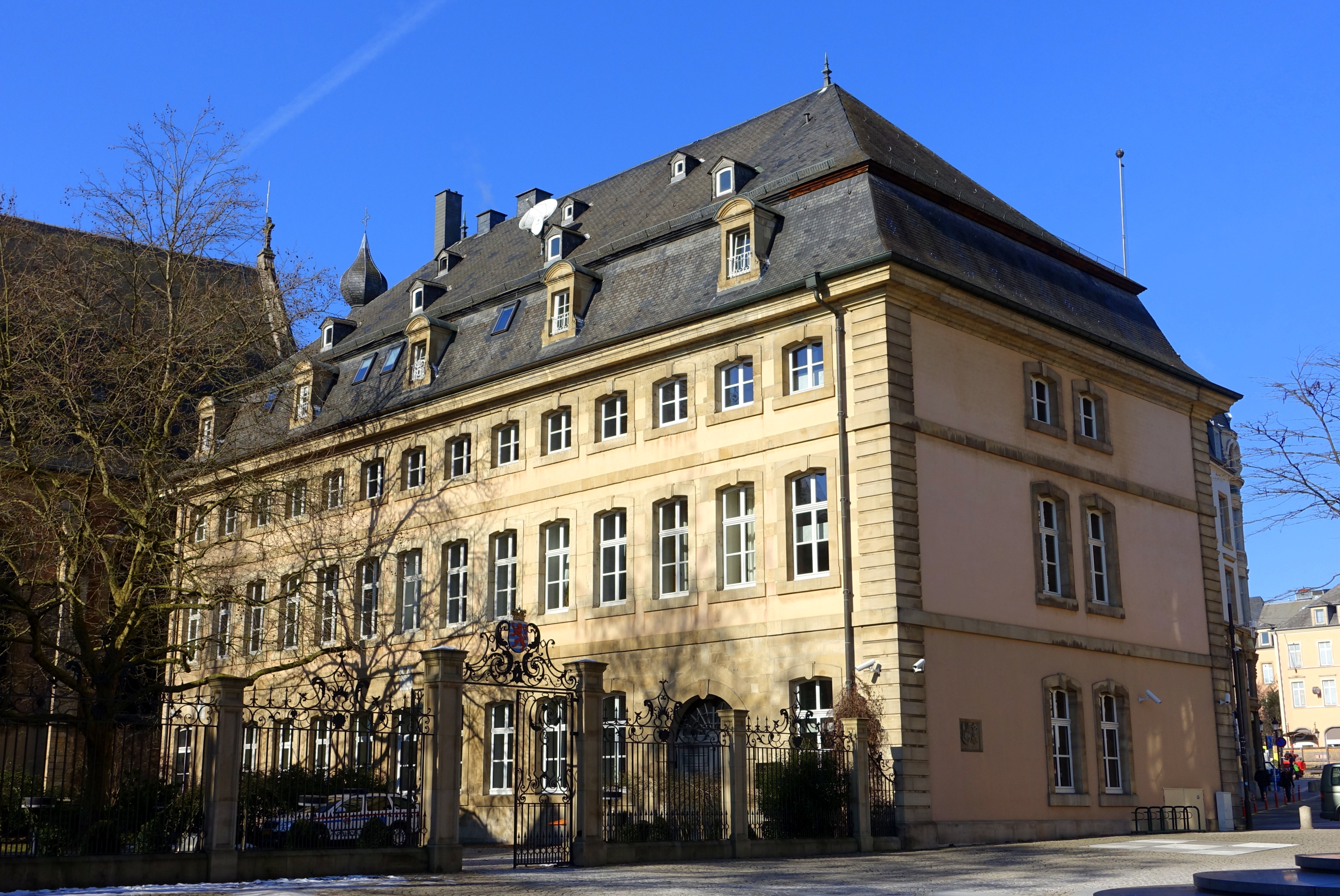
Hôtel Saint-Maximin, sídlo premiéra a ministerstva zahraničí

Lucembursko je podle ústavy z roku 1868 dědičnou konstituční monarchií. Hlavou státu je lucemburský velkovévoda. Země je jediným velkovévodstvím na světě. Panovnickou dynastií jsou nasavští. Pravomocemi velkovévody je svolávat a rozpouštět parlament, podle výsledků voleb jmenovat premiéra a vládu a také jmenovat doživotní členy Státní rady. Svého práva na rozpuštění sněmovny velkovévoda nikdy v historii nevyužil. Bez souhlasu lucemburské vlády mu není dovoleno zveřejňovat svá vlastní prohlášení. Do roku 2008 měl velkovévoda právo vetovat zákon. V tom roce však velkovévoda odmítl podepsat zákon o eutanazii, načež byl novelou ústavy obratem práva zákony schvalovat zbaven - od té doby je jen „vyhlašuje“. Různé právní názory se v této věci mírně rozcházejí, nicméně převažuje pohled, že velkovévoda má v této chvíli možnost zabránit tomu, aby zákon vstoupil v platnost, pouze se souhlasem vlády. Někdy je velkovévodský dvůr kritizován za netransparentní hospodaření.
Zákonodárným orgánem Lucemburska je jednokomorový parlament, který má 60 poslanců volených na pět let. Sněmovna také schvaluje složení vlády. Vláda je složena z ministerského předsedy (tradičně je nazýván státní ministr) a dvanácti ministrů. Dalším důležitým orgánem je Státní rada s 21 členy jmenovanými velkovévodou na doživotí. Nesouhlas státní rady s návrhy zákonů má odkladný účinek, ovšem jen na tři měsíce. Nejvyšší soudní instancí třístupňového soudnictví je Vrchní soudní dvůr.
Občané starší osmnácti a mladší 75 let mají povinnost účastnit se voleb do parlamentu. Voliči mají určitý počet hlasů a mohou všechny své hlasy dát buď kandidátce jedné strany, nebo je rozdělit osobnostem na různých stranických kandidátkách. Jednomu kandidátovi mohou dát maximálně dva hlasy. Dne 7. června 2015 se konalo ústavní referendum k otázce, zda mohou cizí občané za určitých podmínek volit ve volbách do národního parlamentu, zda snížit volební věk na 16 let a zda omezit funkční období ministrů na 10 let. Všechny tři návrhy občané zamítli jasnou většinou: 81 % bylo proti snížení volebního věku, 79 % proti volebnímu právu cizinců a 70 % proti omezení funkčního období ministrů.
Nejdůležitějšími politickými stranami jsou Křesťanskosociální lidová strana (CSV) a Lucemburská socialistická dělnická strana (LSAP). Politologové shledávají v lucemburském politickém systému jisté korporativistické rysy (koordinaci politik stran s odbory a zaměstnavateli) či minimálně rysy konsensualistické.
Podle Indexu demokracie, který sestavuje tým expertů britského týdeníku The Economist, má Lucembursko čtrnáctou nejkvalitnější demokracii na světě (k roku 2021). Patří k 21 zemím na světě, jejíž demokracie je v indexu hodnocena jako "plná" (této výsady se nedostalo v roce 2021 například Francii, Belgii, Spojeným státům či Česku).
V Lucembursku sídlí Soudní dvůr Evropské unie, Evropský účetní dvůr, Eurostat nebo sekretariát Evropského parlamentu.

### Administrativní dělení

mapa lucemburských kantonů

Země je rozdělena do 12 kantonů, které jsou dále rozděleny do celkem 105 komunit.
- Kanton Capellen – 10 obcí
- Kanton Clerf – 5 obcí
- Kanton Diekirch – 10 obcí
- Kanton Echternach – 8 obcí
- Kanton Esch an der Alzette – 14 obcí
- Kanton Grevenmacher – 8 obcí
- Kanton Lucemburk – 11 obcí
- Kanton Mersch – 11 obcí
- Kanton Redingen – 10 obcí
- Kanton Remich – 8 obcí
- Kanton Vianden – 3 obce
- Kanton Wiltz – 7 obcí

## Ekonomika

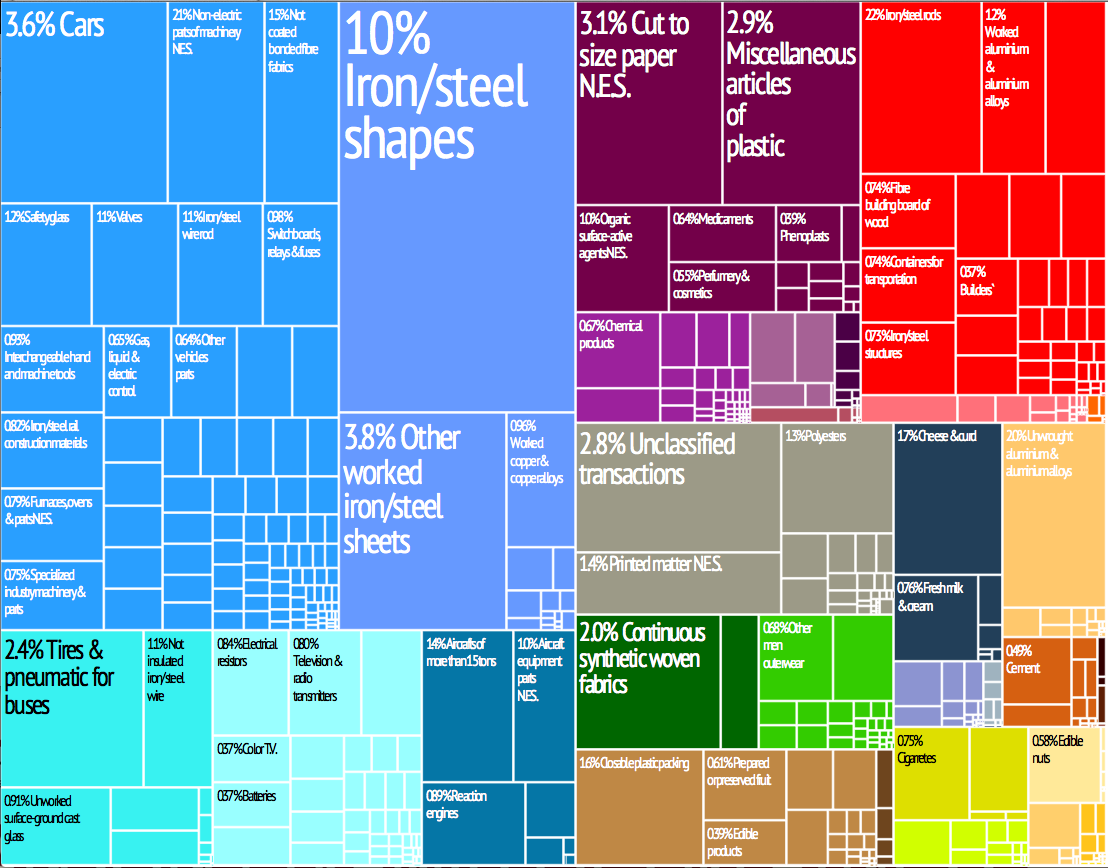
Grafické znázornění lucemburského vývozu ve 28 barevných kategoriích.

V roce 1921 byla založena Belgicko-lucemburská ekonomická unie (do účinnosti přišla v roce 1922). Spolupráce mezi těmito státy se projevovala např. vytvořením měnové unie, kdy bylo možno používat až do zavedení eura lucemburský frank na belgickém území a naopak.
Lucembursko má nejvyšší HDP na hlavu v celém světě (přepočteno dle parity kupní síly činil v roce 2004 70 000 $). Příčinou této vysoce nadprůměrné hodnoty je, že asi třetinu pracovních sil (cca 100 000) tvoří příslušníci okolních států, kteří do Lucemburska dojíždějí a nejsou tudíž do obyvatelstva započítáni. Zemědělství je zastoupeno pouze 0,5 procenty v celkovém HDP. Služby naopak tvoří přes 80 %: v Lucembursku sídlí přes 200 bank. Důležitá je též průmyslová výroba, hlavně průmysl slévárenský, který je ale v celkovém úpadku.
EU je jednoznačně největším obchodním partnerem Lucemburska; obchod s ní tvoří téměř 86 % celkové zahraniční obchodní výměny země. V hlavním městě má sídlo několik mezinárodních institucí, včetně institucí EU (Evropský statistický úřad Eurostat, Soudní dvůr Evropské unie, generální sekretariát Evropského parlamentu, Evropská investiční banka aj.).
1. listopadu 2007 otevřelo Lucembursko pracovní trh též pro občany Česka bez jakéhokoliv omezení.
Lucembursko mělo k roku 2021 třetí nejnižší státní dluh v Evropské unii (po Estonsku a Bulharsku), vyjádříme-li zadlužení jako procento HDP.
Investiční fondy jsou v Lucembursku osvobozeny od daně z příjmu právnických osob, obchodní daně i daně z majetku. Především to někdy bývá označováno za znak daňového ráje, proti čemuž Lucembursko argumentuje, že jeho sazba daně z příjmu fyzických osob ve výši 42 % naopak patří v Evropě k vyšším a sazba daně z příjmu neinvestičních právnických osob ve výši 17 % je průměrná. Roku 2006 Lucembursko pro fyzické osoby zrušilo majetkovou daň.

### Skandál LuxLeaks
V listopadu 2014 vypukl finanční skandál nazvaný Luxembourg Leaks. Lucembursko pomáhalo mezinárodním firmám platit nižší daně, přičemž tehdejší lucemburský premiér Jean-Claude Juncker měl cíleně bránit daňové reformě EU. Tajné dohody mezi Lucemburskem a nadnárodními firmami se týkaly okolo 340 společností. Jenom Německo přišlo na daních kvůli politice Lucemburska o téměř 200 milionů dolarů.

### Doprava

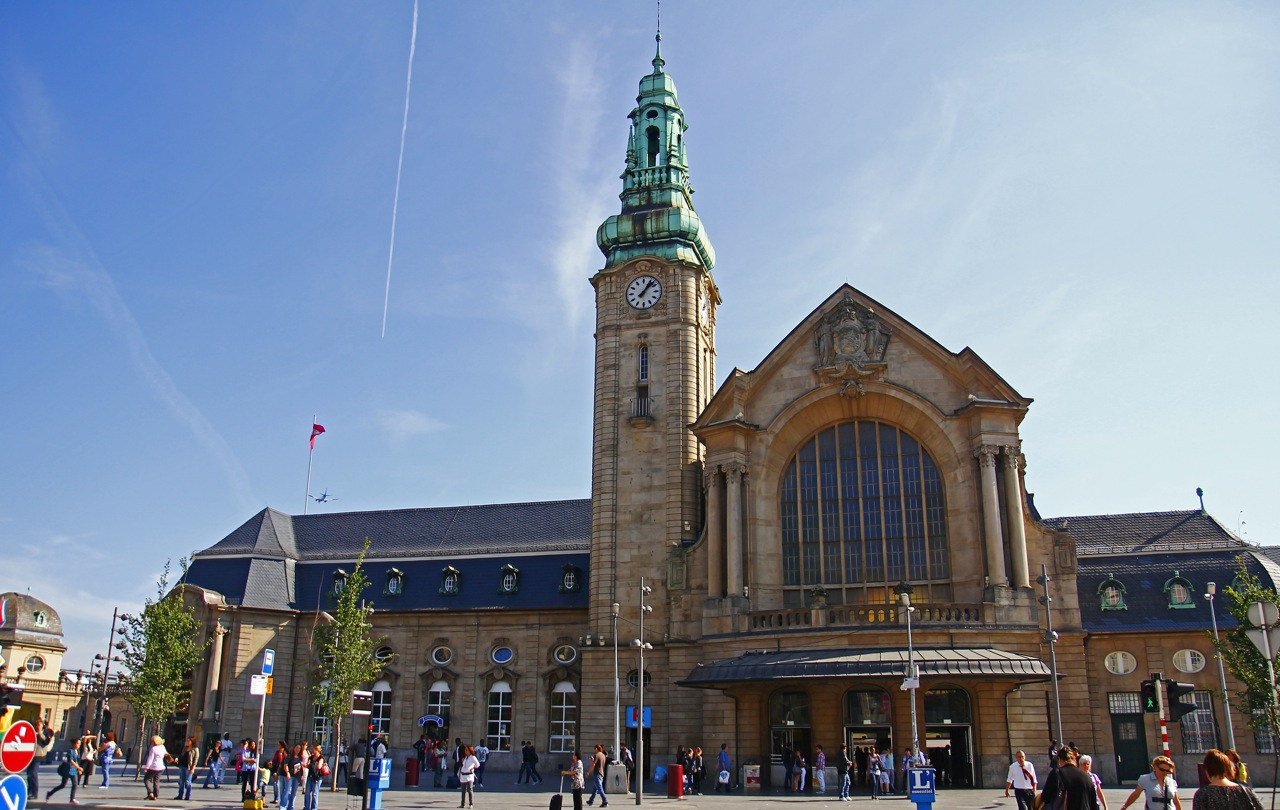
Nádraží Lucemburk

Jediné mezinárodní letiště v Lucembursku je letiště Lucemburk, kterým v roce 2019 cestovaly 4,4 miliony cestujících. Vlajková letecká společnost Lucemburska nese název Luxair, další významná letecká společnost je nákladní Cargolux.
S Paříží spojuje Lucemburk vysokorychlostní trať TGV, od roku 2007. Díky tomu se lze z Lucemburku do Paříže dostat za dvě hodiny, do Štrasburku za hodinu a půl. Vlaky TGV končí na Nádraží Lucemburk v centru hlavního města, jež bylo otevřeno roku 1859 a pyšní se novobarokní budovou. V roce 2008 byl otevřen nový vlakový terminál pro cestující na letišti v Lucemburku.
Silniční síť disponuje 165 kilometry dálnic, které spojující hlavní město s přilehlými zeměmi. Počet aut na 1 000 osob byl k roku 2021 v Lucembursku 681 – více než v ostatních státech Evropy, s výjimkou Lichtenštejnska (781). V Česku je to 554.
Dne 29. února 2020 se Lucembursko stalo první zemí světa, která zavedla bezplatnou veřejnou dopravu na celém svém území; bude téměř zcela financována z veřejných zdrojů. Město Lucemburk v prosinci 2017 znovu zavedlo tramvaje (zrušeny byly roku 1965).

## Demografie

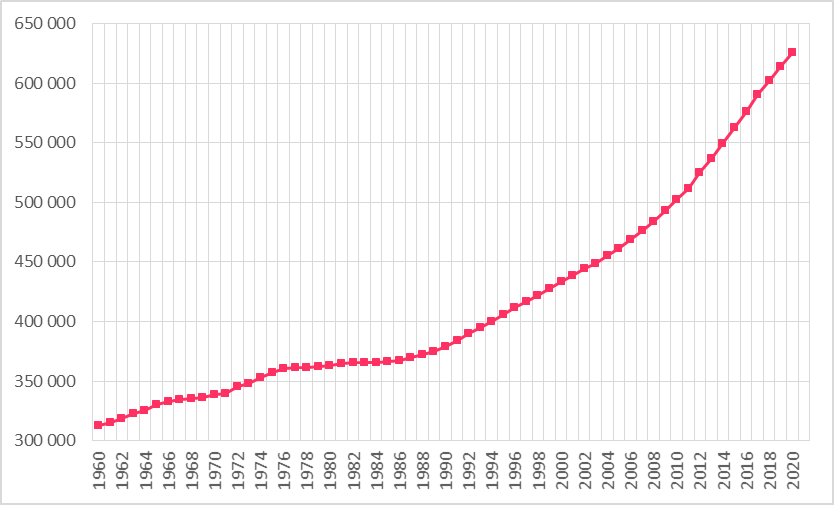
Vývoj počtu obyvatel 1961-2020

Počet obyvatel je 672 000 (k lednu 2024), což znamená průměrnou hustotu 255 obyvatel na km2. Z nich kolem 45% jsou cizí státní příslušníci (tzv. expati). Imigraci do země vlády podporují a snaží se jí posílit váhu Lucemburska jakožto státu. Kromě toho dojíždí do země za prací cca 185 000 lidí. V roce 1961 byl podíl přeshraničních dojíždějících 3 procenta, v roce 2010 to bylo již 44 procent. Přibližně polovina přeshraničních dojíždějících pochází z Francie.
Průměrný věk je 38,51 let (k roku 2010). To značí, že lucemburská populace je o něco mladší než v jiných evropských státech. Střední délka života v Lucembursku je 82,3 roku - 79,8 let u mužů a 84,9 let u žen (k roku 2016).
V roce 2008 žilo 82% obyvatel ve městech a každý rok se míra urbanizace zvyšuje o procento.

### Národnost

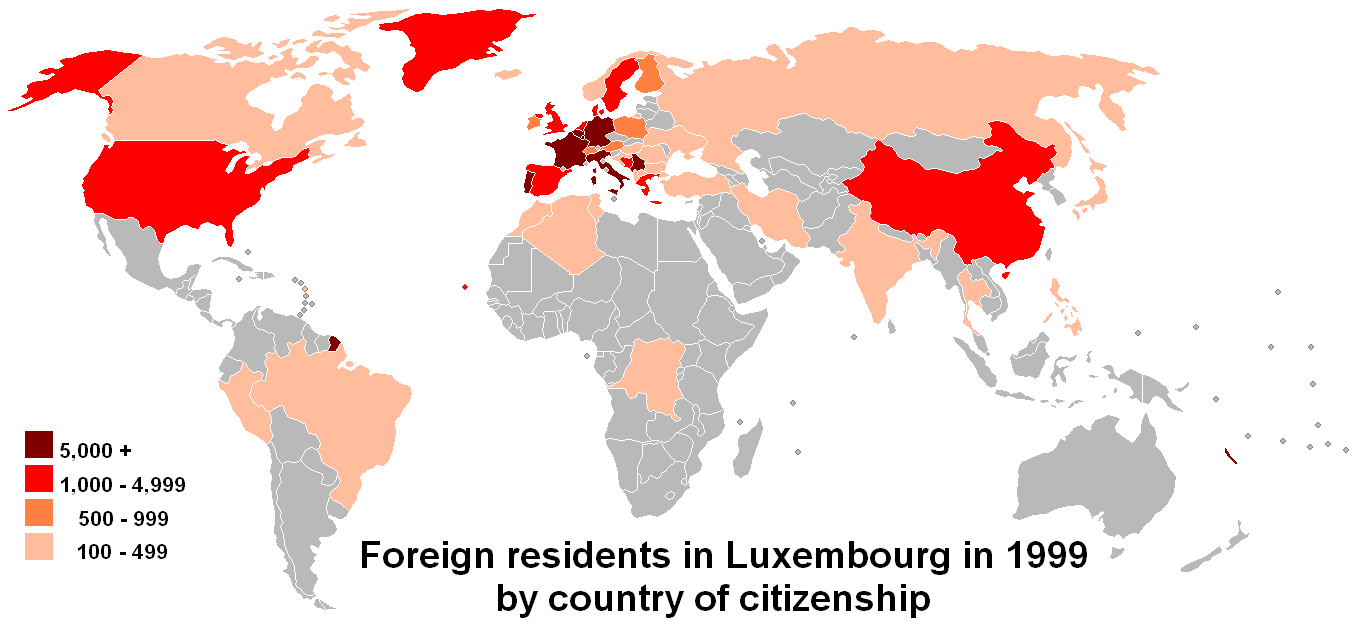
Cizí státní příslušníci žijící v Lucembursku (1999)

Složení obyvatelstva je velmi pestré, což je dáno vysokou životní úrovní, nízkou nezaměstnaností, a dalšími faktory. Lucemburčané tvoří nejpočetnější etnikum (52,5%).
Hlavně slévárenský průmysl do země v minulosti přilákal mnoho Portugalců (14,9 %) a Italů (3,7 %), kteří dnes tvoří významnou menšinu v zemi. Dalšími menšinami jsou Francouzi (7,6 %), Belgičané (3,1 %) a Němci (2 %). Další menšiny pocházejí ze států Evropské unie (cca 7%) a ze zbytku světa (přes 5%).
V Lucembursku žije přibližně 2 500 Jenišů. Nejznámějším místem jejich soustředění je čtvrť Weimerskirch v Lucemburku.

### Jazyk

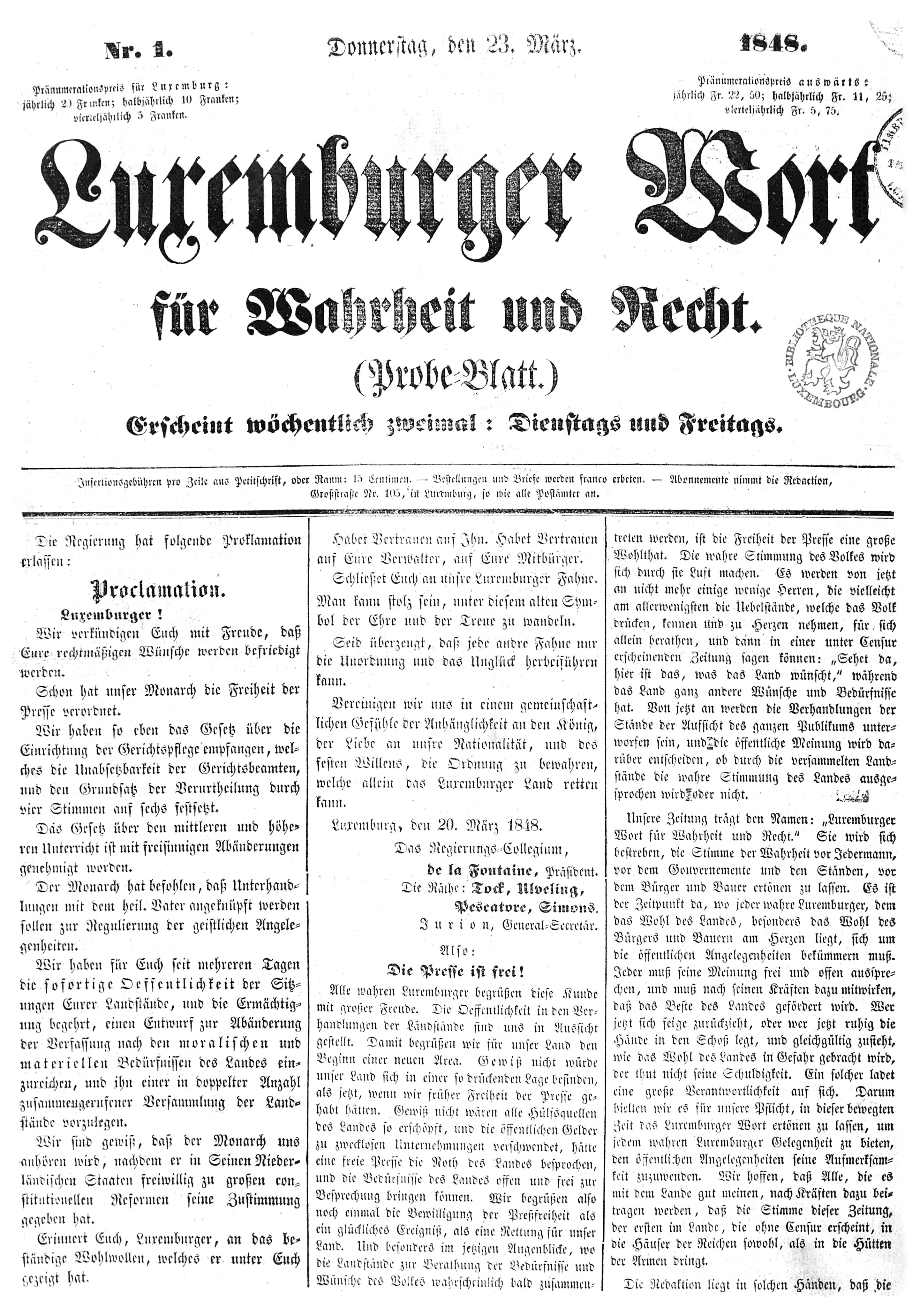
Noviny jsou v Lucembursku tradičně hlavně v němčině: první číslo Luxemburger Wort z roku 1848

Úředními jazyky v Lucembursku jsou francouzština, němčina a od roku 1984 i lucemburština, která vznikla z pofrancouzštělého dialektu moselské němčiny. Francouzština se užívá v politických kruzích, státních institucích, literatuře a vyšším druhu školství. Němčina je považována za jazyk obchodníků, je vyučována především na základních školách a je v převážné míře používána v médiích, v němčině například vychází největší deník Luxemburger Wort (založen 1848). Existují však i časopisy a noviny, které tisknou vedle sebe články ve všech třech jazycích, aniž by se překládaly. Lucemburština byla až do 20. století považována za dialekt němčiny, specifický ovšem tím, že přijala mnohem více francouzských slov, než kterýkoli jiný dialekt němčiny. Hovoří se jí hlavně doma, ale v poslední době v ní vychází i tisk, objevuje se v rozhlase i v televizi a v lucemburštině vychází už i první knihy. U vjezdů do měst a vesnic je pod běžně užívaným názvem na ceduli zobrazena i jeho podoba v lucemburštině. Vláda na popularizaci a šíření lucemburštiny cíleně pracuje. Posilováním lucemburštiny chce vláda posílit kulturní identitu Lucemburčanů. V této souvislosti se rovněž objevují pokusy o integraci cizojazyčných přistěhovalců do společnosti země prostřednictvím kurzů lucemburštiny. V průzkumu Eurobarometru z roku 2005 se ukázalo, že 73 procent populace považuje lucemburštinu za svůj mateřský jazyk. Výzkumy, které chtěly zjistit, jakým jazykem se obyvatelstvo nejčastěji reálně dorozumívá, ovšem ukázaly mimořádnou jazykovou flexibilitu Lucemburčanů: za svůj první jazyk určilo 99 % respondentů francouzštinu, 82 % lucemburštinu, 81 % němčinu a 72 % dokonce angličtinu.

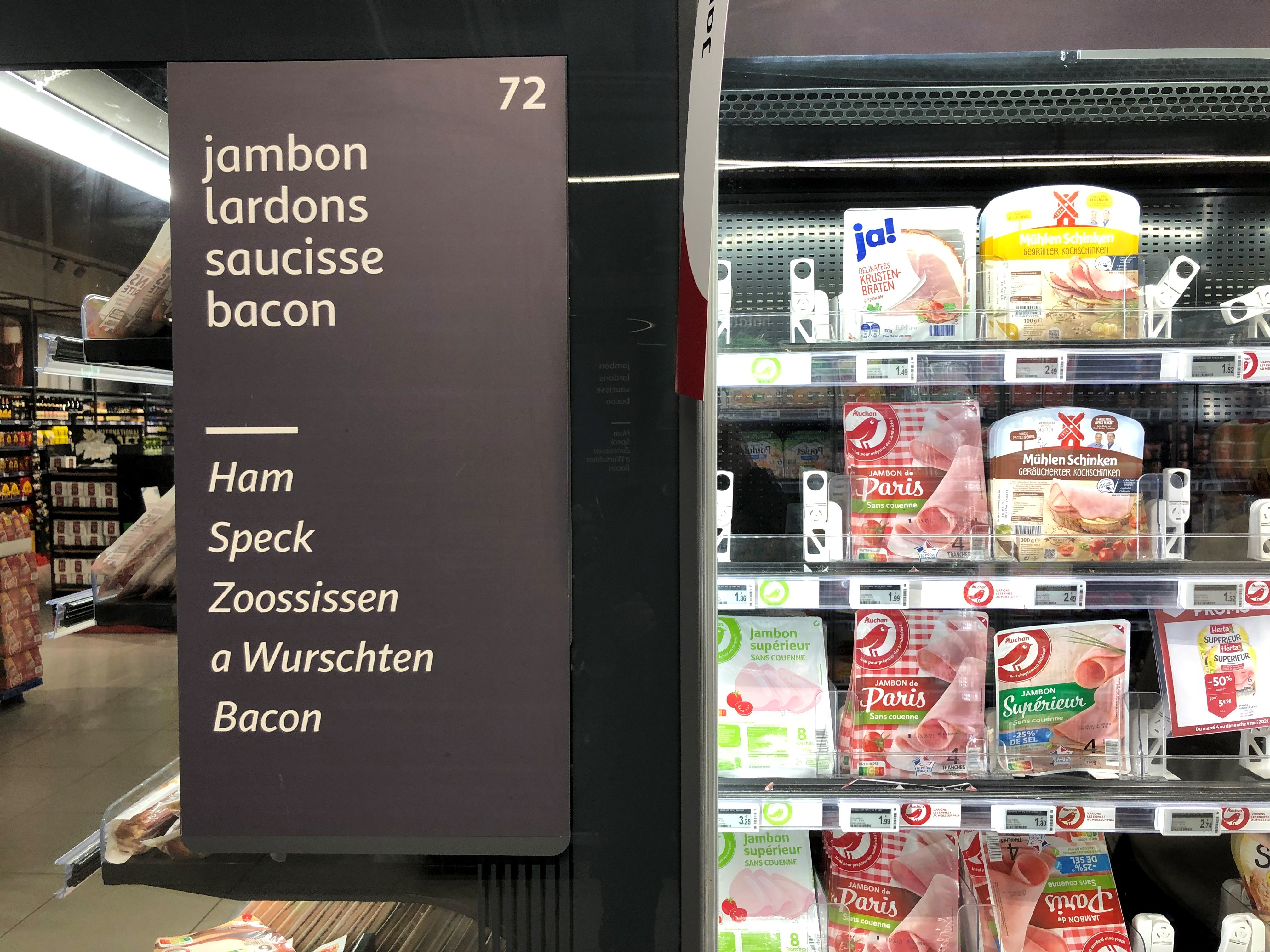
V Lucembursku lze běžně narazit i na čtyřjazyčné nápisy

Podle zákona z 24. února 1984 je národním jazykem lucemburština, texty zákonů a jejich prováděcích předpisů se píší ve francouzštině (toto pravidlo se stalo striktním zvláště po konci druhé světové války, kdy se němčina stala na čas nepopulární), většina rozprav v parlamentu se koná v lucemburštině. Ve správním a právním styku lze používat francouzštinu, němčinu nebo lucemburštinu. Občané mohou psát ve styku s úřady lucembursky, francouzsky nebo německy, odpověď musí, jak dalece možné, následovat v témž jazyce. Jelikož už němčina není národním jazykem (ačkoliv je jazykem úředním), nemohlo se Lucembursko například zúčastnit diskuzí o poslední reformě jejího pravopisu. Velkovévodství vysílá do Německé pravopisné rady pouze jednoho nehlasujícího pozorovatele. Kromě toho se lucemburský velkovévoda od roku 2014 účastní každoročních setkání německy mluvících zemí.
Zcela zvláštní jazyková situace vládne ve školství. Když přicházejí děti do základní školy, umějí většinou jen lucembursky. Od druhé třídy jsou učeny německy a všechny učebnice jsou psány v němčině. Na středních školách se však vyučuje francouzsky. Podobné je to u soudů: v zájmu obecné srozumitelnosti se používá převážně lucemburština, zápis z jednání je vyhotoven v němčině a právní texty jsou citovány ve francouzštině.
Portugalští přistěhovalci a jejich potomci mezi sebou tradičně mluví portugalsky, podle některých průzkumů tak portugalsky mluví až 20 procent lucemburské populace.

### Náboženství

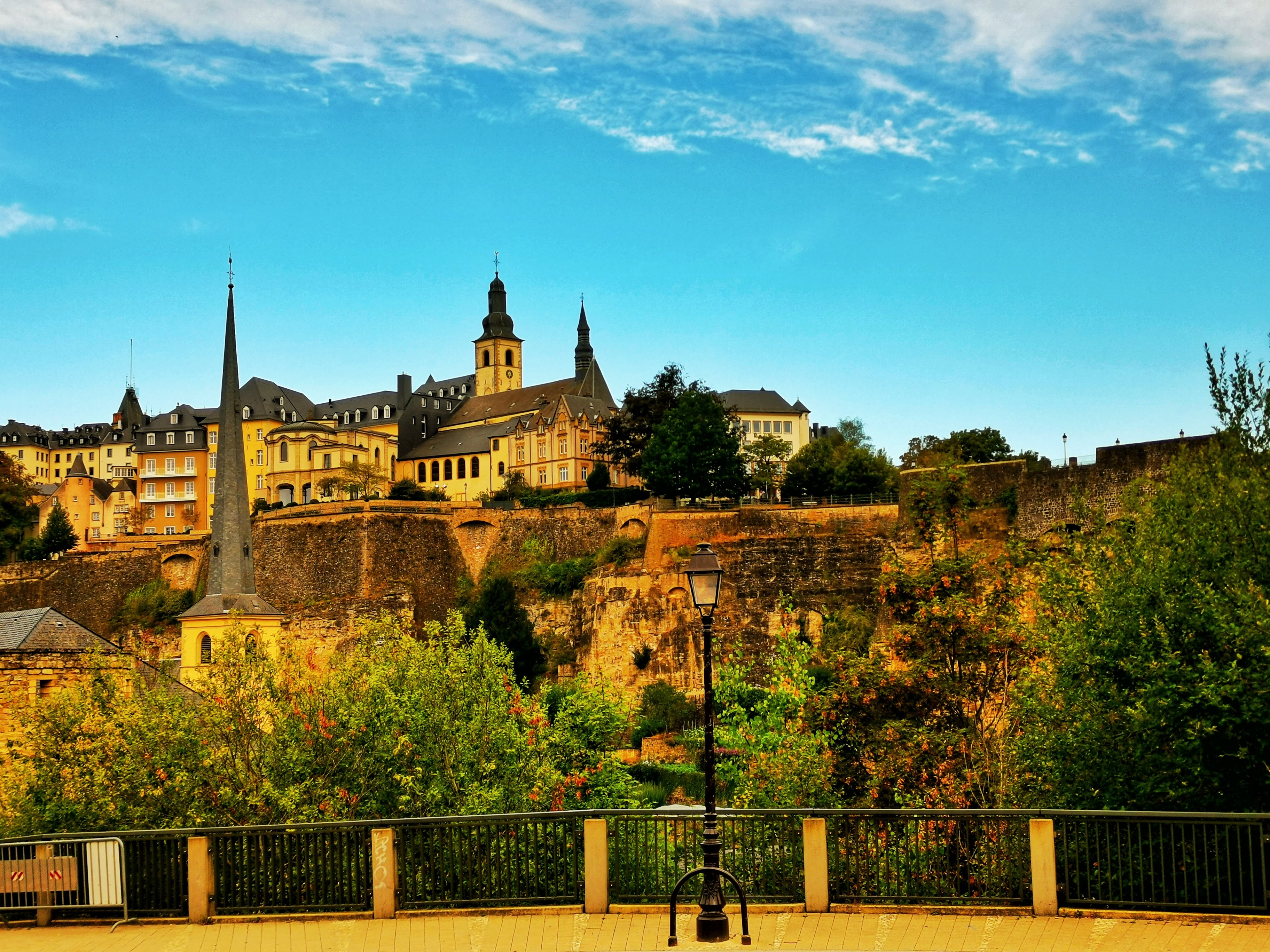
Kostel svatého Michala na vrcholu starého opevnění, nejstarší kostel v zemi

Podle zákona o ochraně osobních údajů je v Lucembursku zakázán sběr dat o náboženském nebo filozofickém přesvědčení jednotlivců. Neexistují tudíž žádné oficiální statistiky o počtu stoupenců různých náboženských společenství. Uvádí se, že většinové je římskokatolické vyznání, podle matričních dat je katolíků 87 %, podle studie zveřejněné v roce 2011 je to 68,7 %. Bez vyznání je podle této studie 24,9 % Lucemburčanů. Zbytek připadá na protestanty, židy, muslimy a jiné víry.
Patronkou Lucemburska je Kunhuta Lucemburská. V roce 1988 byla katolická diecéze Lucemburska povýšena na arcibiskupství papežem Janem Pavlem II.
Ne zcela plná odluka katolické církve od státu je patrná ve školství, kde si je možno vybrat mezi výukou náboženství organizovanou katolickou církví, nebo výukou etiky, již organizuje stát. Jiné církve se na výuce podílet nemohou. V Lucembursku se vede rozsáhlá debata, zda tento systém pluralizovat, tedy umožnit příslušníkům jiných církví a náboženství podílet se na výuce předmětu náboženství, nebo naopak církve ze škol zcela eliminovat a školství plně sekularizovat. Stát činí určité přípravné kroky spíše k první variantě, v průzkumu TNS Ilres z roku 2012 však podpořilo 67 procent populace plnou odluku církve od státu.

## Kultura

### Výtvarné umění

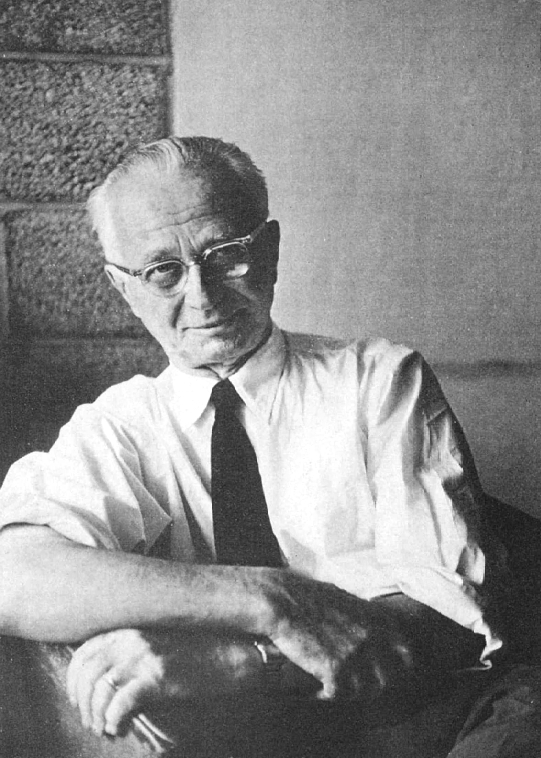
Edward Steichen

Nejvýznamnějším lucemburským malířem byl Joseph Kutter, představitel moderního malířství, jenž přešel od impresionismu k expresionismu. Malíř Jean Jacoby je držitelem dvou zlatých olympijských medailí v uměleckých kategoriích, je historicky nejúspěšnějším účastníkem těchto olympijských uměleckých soutěží. Ve svém díle se ostatně zaměřoval na sportovní tematiku.
Fotografie v Lucembursku je často spojována se dvěma významnými muži, kteří se v Lucembursku narodili, ale odešli ještě když byli velmi mladí. Tím jedním byl Edward Steichen (1879–1973), který dělal vynikající módní a válečné fotografie v první polovině 20. století a stal se ředitelem oddělení fotografie v Muzeu moderního umění v New Yorku. Proslul výstavou Lidská rodina, která procestovala celý svět a v současnosti je k vidění na lucemburském zámku Clerf (Château de Clervaux). Lucemburským rodákem je také Gabriel Lippmann (1845–1921), který získal Nobelovu cenu za fyziku za své úspěchy v barevné fotografii. Existuje však celá řada dalších Lucemburčanů, kteří dokumentovali rozvoj města Lucemburku a země jako celku od 50. let 19. století až do současnosti. Jako v mnoha zemích byl vývoj techniky, řemesla a umění fotografie v Lucembursku mimo jiné důsledkem změn technologie, zlepšování ekonomických podmínek a míry uznání fotografie jako svéprávné formy umění Lucemburska.
Ke známým lucemburským architektům patří Léon Krier, představitel nového urbanismu.
Nejvýznamnějšími výstavními institucemi v Lucembursku jsou Národní muzeum dějin a umění a Muzeum moderního umění velkovévody Jana zvané především pod zkratkou MUDAM, a které těsně přiléhá ke starobylé pevnosti Thüngen. Jeho architektem byl držitel Pritzkerovy ceny I. M. Pei. Otevřeno bylo roku 2006. I v samotné pevnosti je od roku 2012 muzeum (Musée Dräi Eechelen).

### Památky

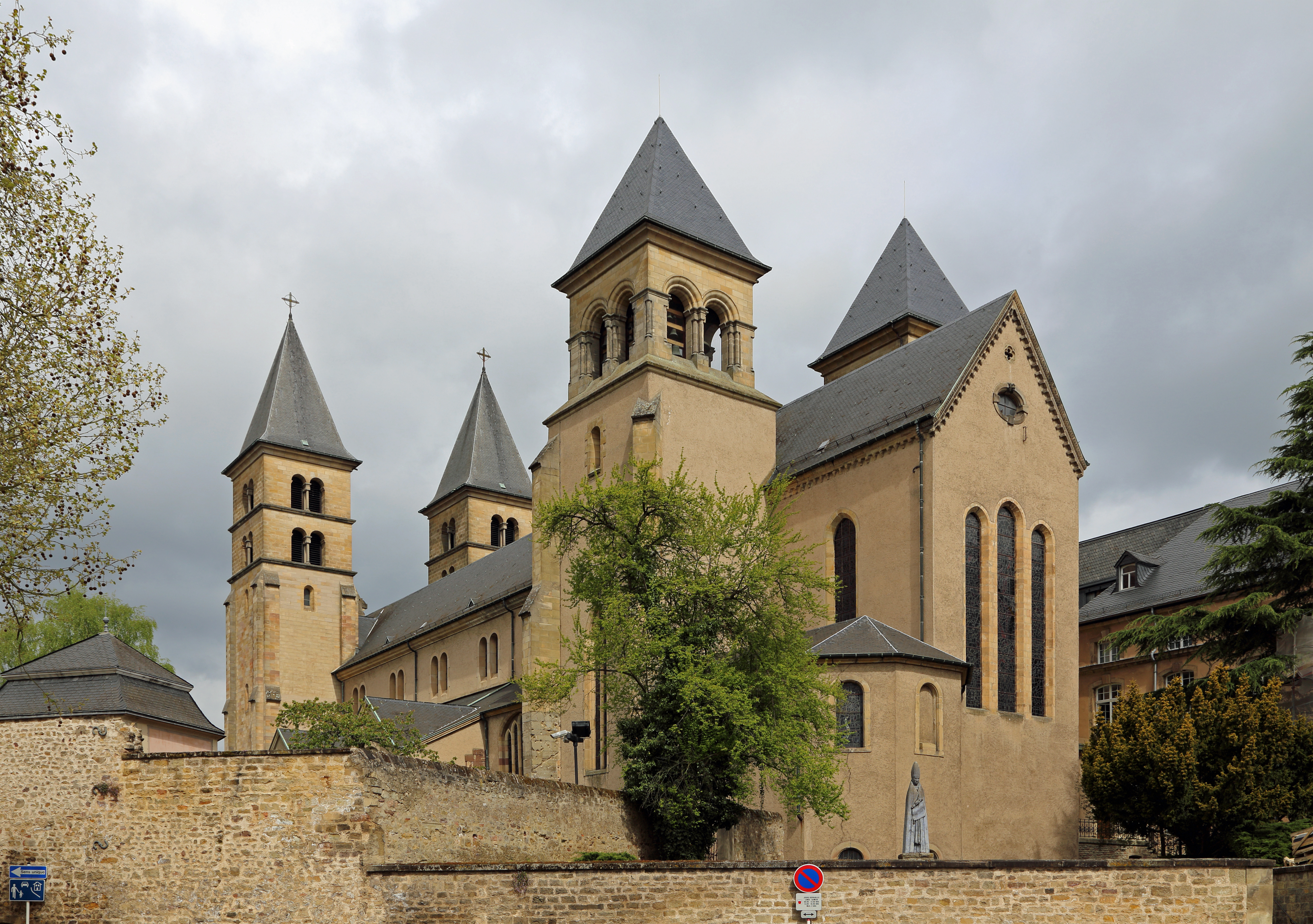
Klášter Echternach

Celé město Lucemburk bylo v roce 1994 zapsáno na seznam Světového dědictví UNESCO, především díky nejstarším čtvrtím a svému historickému opevnění. K dalším architektonickým památkám patří románsko-gotický Hrad Vianden, který nechal lucemburský stát opravit v 70. a 80. letech 20. století a z úplné ruiny se stala jedna z nejvzácnějších národních památek. Historický význam má také klášter Echternach, který měl již v 7. století založit Svatý Willibrord, patron Lucemburska.
Ze sakrálních staveb je to pozdně gotická Katedrála Notre-Dame z roku 1613. V kryptě katedrály se nacházejí hroby členů velkovévodské rodiny – Jana Lucemburského, Marie-Adléty Lucemburské, Marie Anny Portugalské, Šarloty Lucemburské, jejího manžela Felixe Bourbonsko-Parmského a jejich snachy Josefíny Šarloty Belgické. Je tam pochován také Břetislav Olomoucký, Přemyslovec olomouckého údělu. Druhý nejvýznamnějším kostelem v hlavním městě je kostel svatého Michala, jehož kořeny sahají až do roku 987 a je nejstarším kostelem v Lucemburku. Renesanční památkou je Velkovévodský palác v Lucemburku, který byl nejprve městskou radnicí (1572-1795) a dnes je sídlem panovníka.

Z moderní architektury budí obdiv koncertní hala Philharmonie Luxembourg z dílny Christiana de Portzamparca, postavená roku 2005. Pozoruhodný modernismus je vtělen do budovy Grand Théâtre de Luxembourg, postavené roku 1964. Typické postmoderní prvky nese nová budova Národní knihovny otevřená v roce 2019.

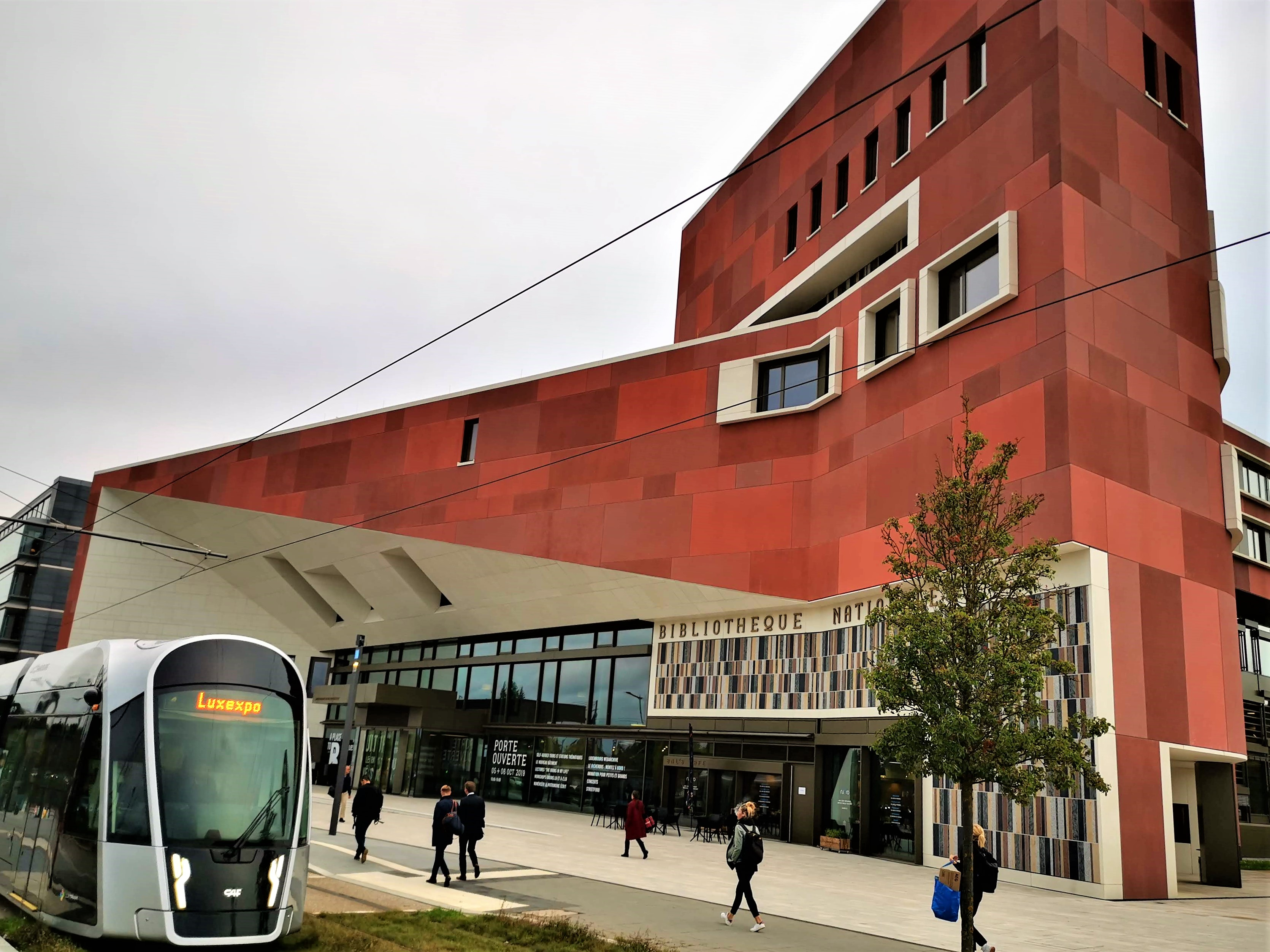
Národní knihovna
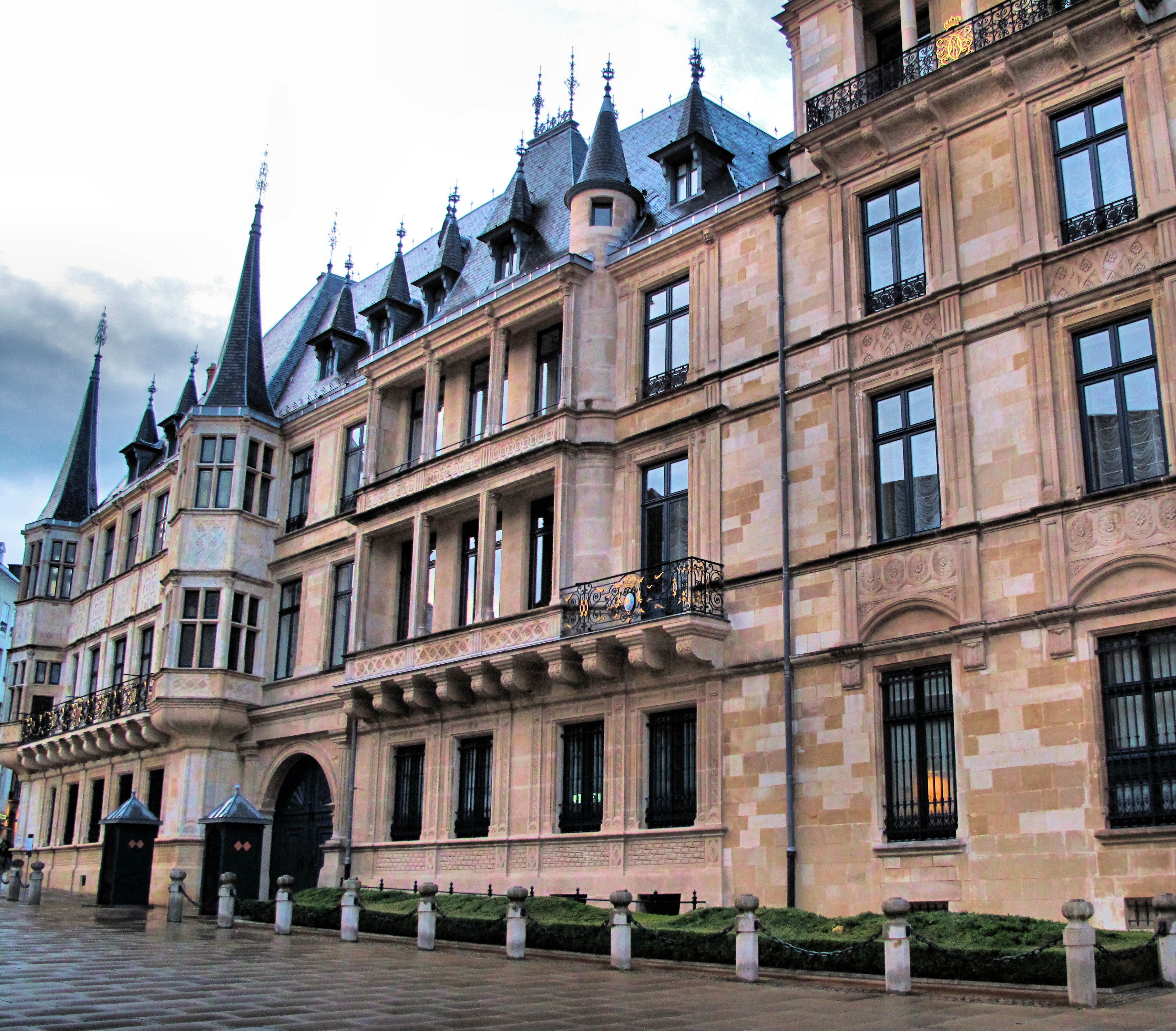
Velkovévodský palác
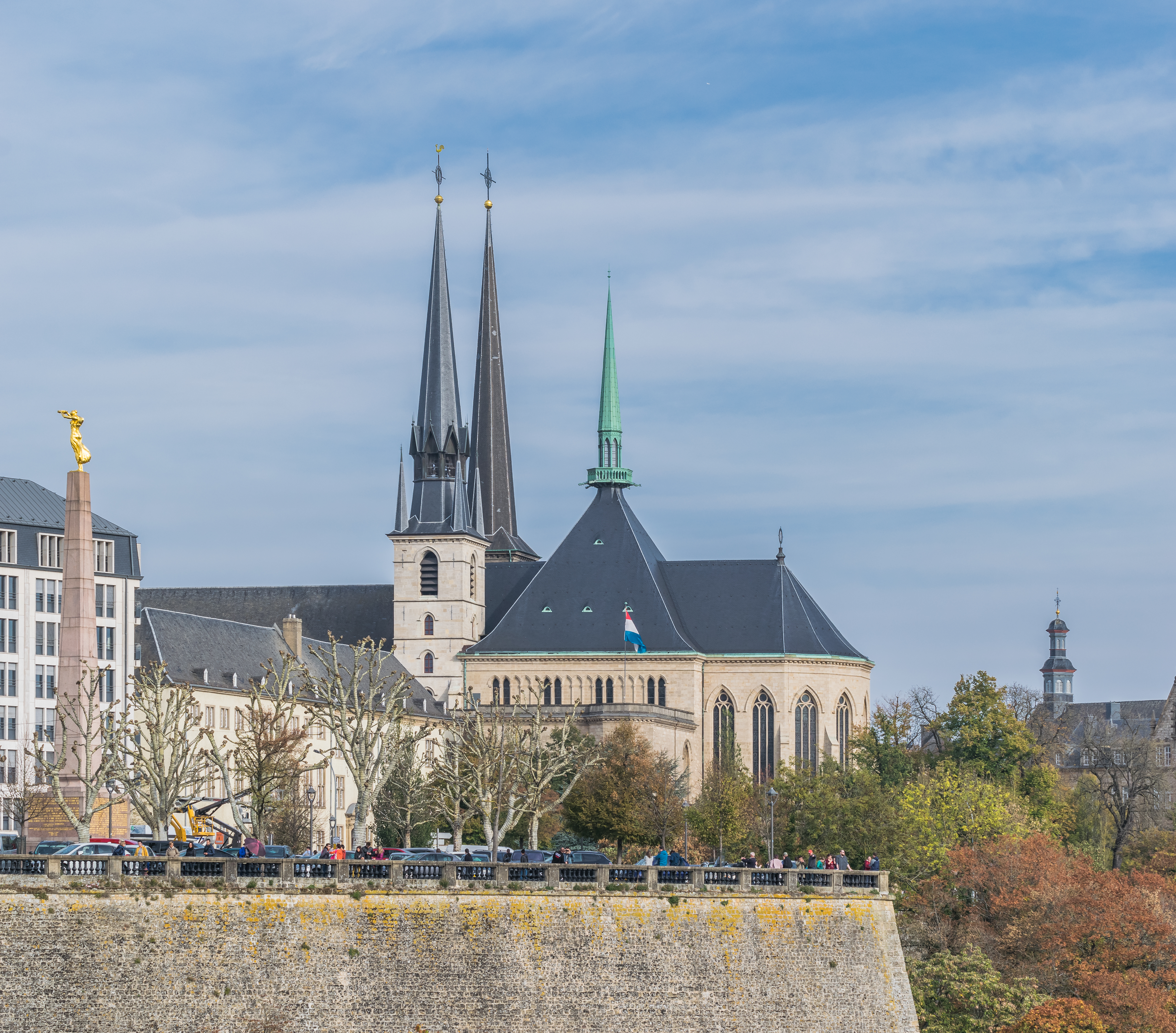
Katedrála Notre-Dame
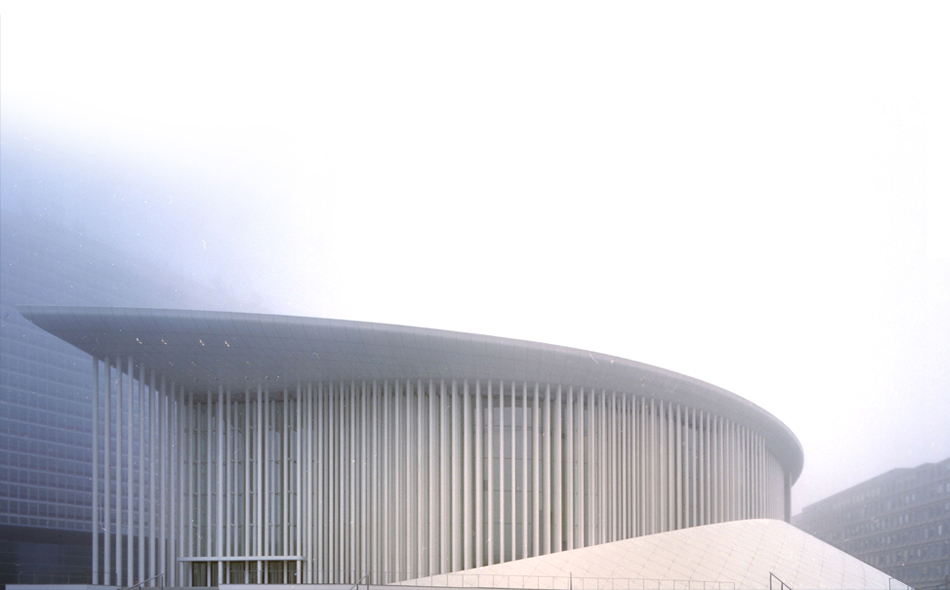
Philharmonie Luxembourg
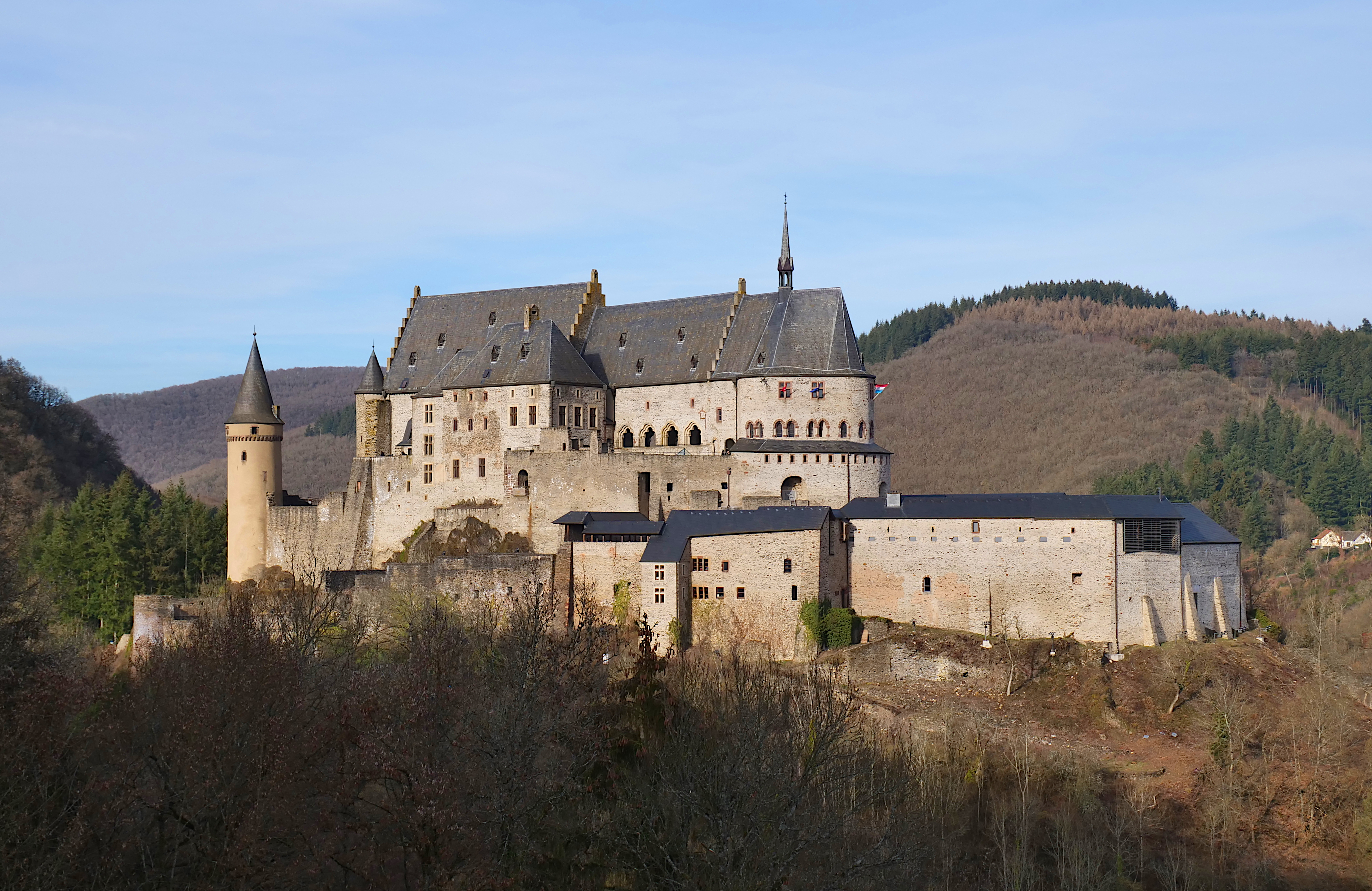
Hrad Vianden

### Hudba
K nejznámějším lucemburským skladatelům patří Georges Lentz. Od počátků soutěže Eurovision Song Contest patřilo Lucembursko k pravidelným účastníkům a jeho zástupci soutěž dokonce pětkrát vyhráli. Nikdy ale nešlo o Lucemburčany – v roce 1961 to byl Francouz Jean-Claude Pascal, roku 1965 Francouzka France Gallová, v roce 1972 Řekyně Vicky Leandros, o rok později Francouzka Anne-Marie Davidová a v roce 1983 další Francouzka Corinne Hermèsová. Dvakrát Lucembursko reprezentoval na této soutěži Camillo Felgen, jeden z nejpopulárnějších zpěváků v zemi všech dob.

### Film a audiovizuální média

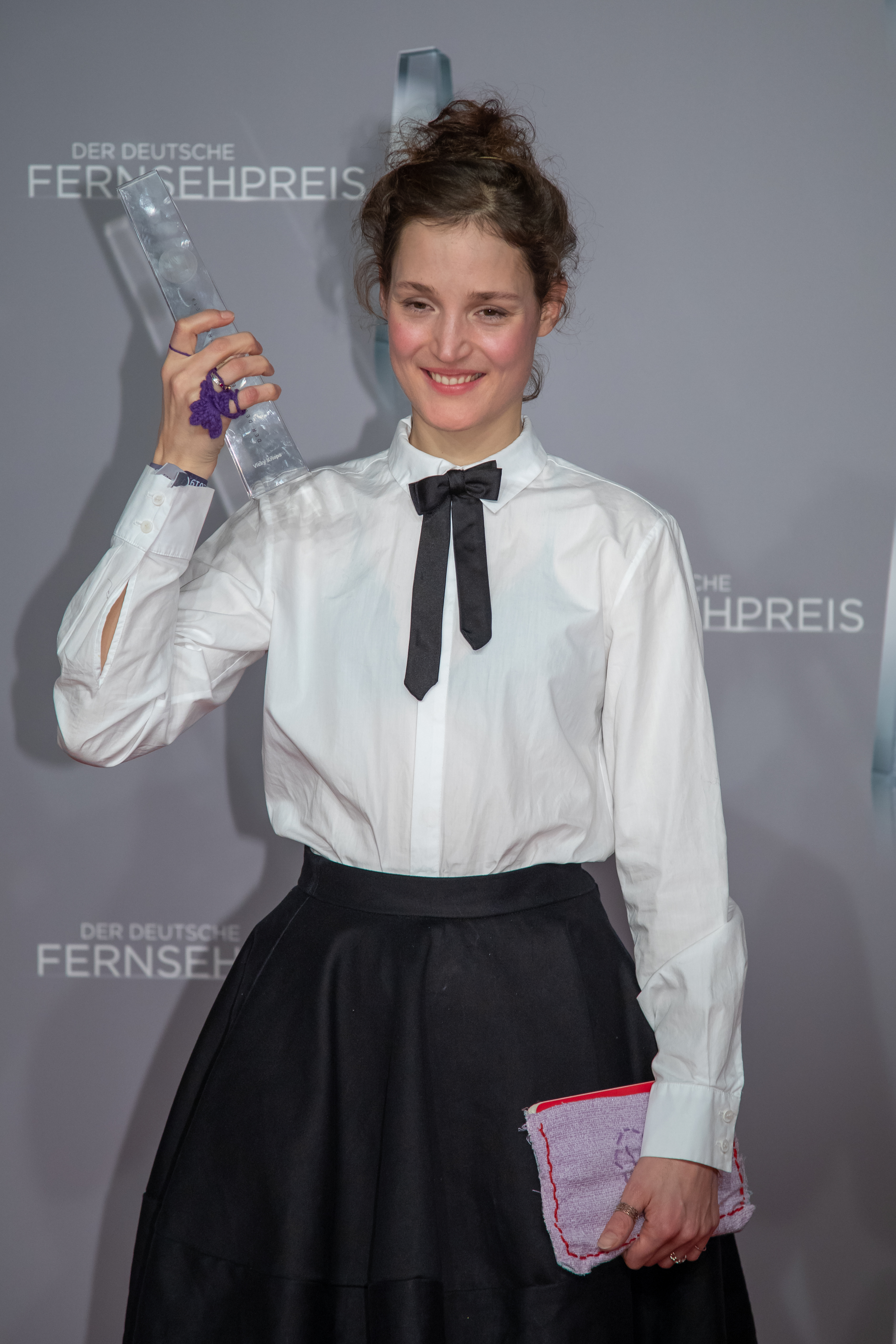
Vicky Kriepsová

Lucemburský krátký film Mr Hublot získal v roce 2014 Oscara v kategorii animovaných krátkých filmů (Best Animated Short Film). Ve Francii tvoří lucemburská rodačka, režisérka Anne Fontaineová. Ke známým režisérům patří i Pol Cruchten. Lucemburské filmové společnosti se často podílejí na mezinárodních koprodukcích, například americký snímek Dívka s perlou z roku 2003 byl točen s lucemburským podílem. Vláda se nicméně snaží podpořit i rozvoj místního filmu, například v roce 2010 podpořilo státní filmový fond (Fonds national de soutien à la production audiovisuelle) výrobu celkem 23 filmů částkou 4,68 milionu eur.
Ke známým lucemburských herečkám patří Vicky Kriepsová. Jejím nejoceňovanějším výkonem je ztvárnění hlavní role císařovny Sisi v životopisném snímku Korzet (2022). Získala za ni Evropskou filmovou cenu pro nejlepší herečku a cenu Un certain regard na festivalu v Cannes. Známá je i Désirée Nosbuschová, která se rovněž prosadila jako moderátorka a zpěvačka - nazpívala například duet Kann es Liebe sein? s rakouským zpěvákem Falcem a proslavila se rozhovorem s hercem Klausem Kinskim, během nějž ji kontroverzní herec sexuálně obtěžoval, zamkl ve své rezidenci a jí se podařilo uniknout přes balkón.
Velkým hráčem na trhu evropských soukromých televizí je společnost RTL Group, která má lucemburské kořeny (zkratka RTL znamená Radio Télévision Luxembourg). V současnosti firmu vlastní německá korporace Bertelsmann, ale sídlo zůstalo v Lucemburku. Velkou kulturní roli, zejména při šíření rokenrolové hudby v 50. letech a 60. letech, sehrálo Radio Luxembourg, a to i v socialistickém Československu, kde bylo lidově zváno "Laxík". Ač mělo rovněž lucemburské kořeny, v současnosti funguje jen ve Francii (pod značkou RTL, vlastněné touto korporací).

### Kuchyně

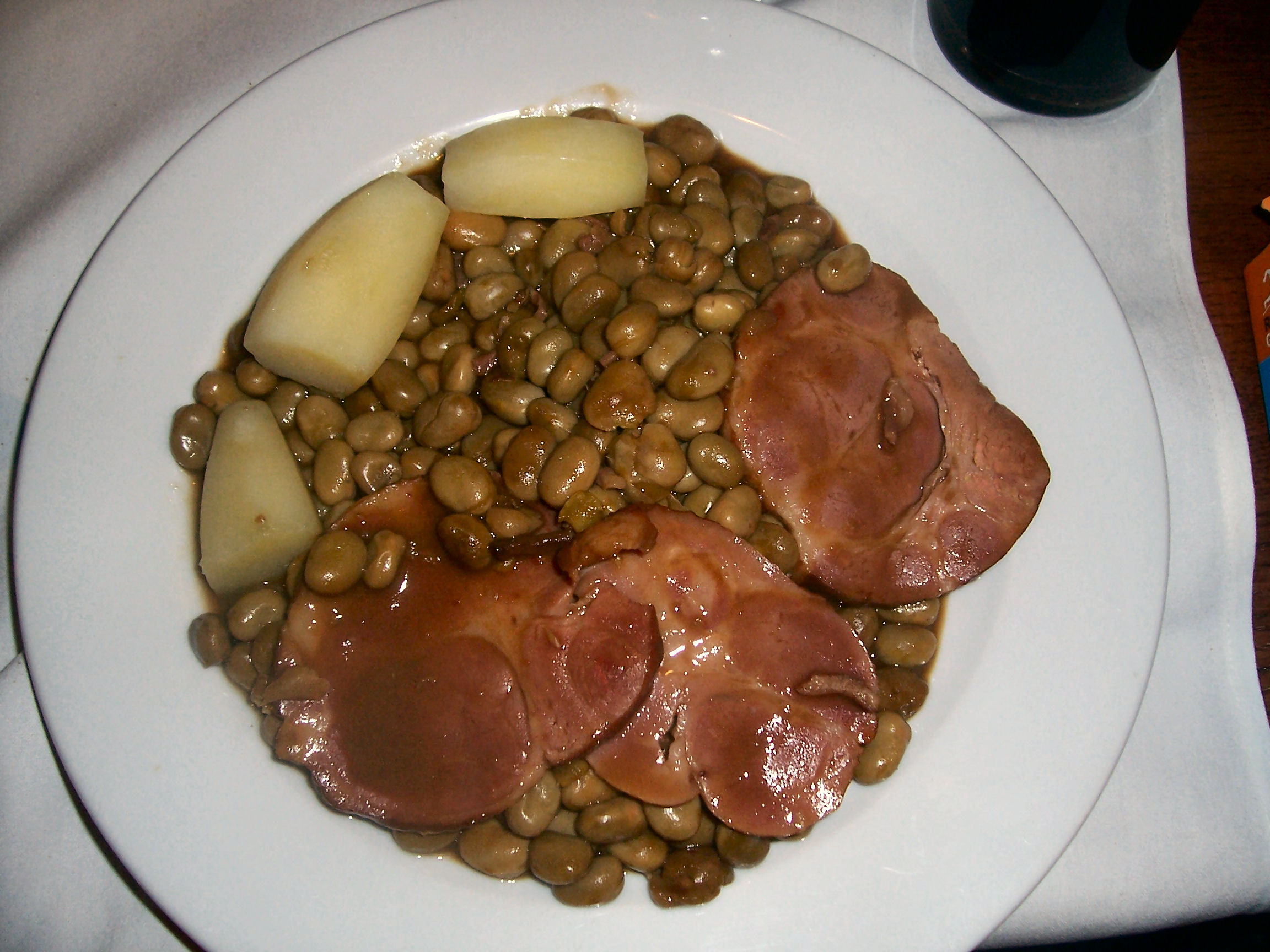
Judd mat gaardebounen

Místní specialitou je šunka éisleker připravovaná na hornatém severu země. Maso je marinované několik týdnů a pak se několik dní udí. Obvykle se podává nakrájené na tenké plátky s chlebem. Národním jídlem je judd mat gaardebounen, uzený vepřový límec se širokými fazolemi. Maso se přes noc marinuje a pak vaří se zeleninou a kořením. Podává se nakrájené na plátky s fazolemi a vařenými bramborami. Další specialitou je huesenziwwi (fr.: civet de lièvre), neboli zajíc vařený a podávaný v kameninové nádobě během lovecké sezóny. Také rybí jídla jsou velmi oblíbená: f'rell am rèisleck (pstruh v omáčce riesling), hiecht mat kraiderzooss (štika v zelené omáčce) a kriibsen (rak v ryzlinkové omáčce). Lucemburskou sýrovou specialitou je měkká sýrová pomazánka kachkéis (cancoillotte). Nejoblíbenější polévkou je bouneschlupp, připravovaná z brambor, zelených fazolí a kyselé smetany. Přidávají se do ní také opečené kousky párků nebo klobásy. Podobně jako ve Francii se hodně jí také cibulačka, v Lucembursku nazývaná öennenzop. Lucemburské klobásy se nazývají thüringer. K pochoutkám patří i černé jelito (träipen), které bývá podáváno s jablečnou omáčkou. Využívají se i dršťky (kuddelfleck), ovšem na rozdíl od střední Evropy se podávají s pikantní rajčatovou omáčkou. Oblíbené jsou i různé druhy bramborových placek a bramboráků (gromperekichelcher, tierteg). K nejoblíbenějším dezertům patří koláč quetschentaart, podobný bublanině. Podle údajů Světové zdravotnické organizace vypijí Lucemburčané nejvíce vína na osobu za rok.

## Věda

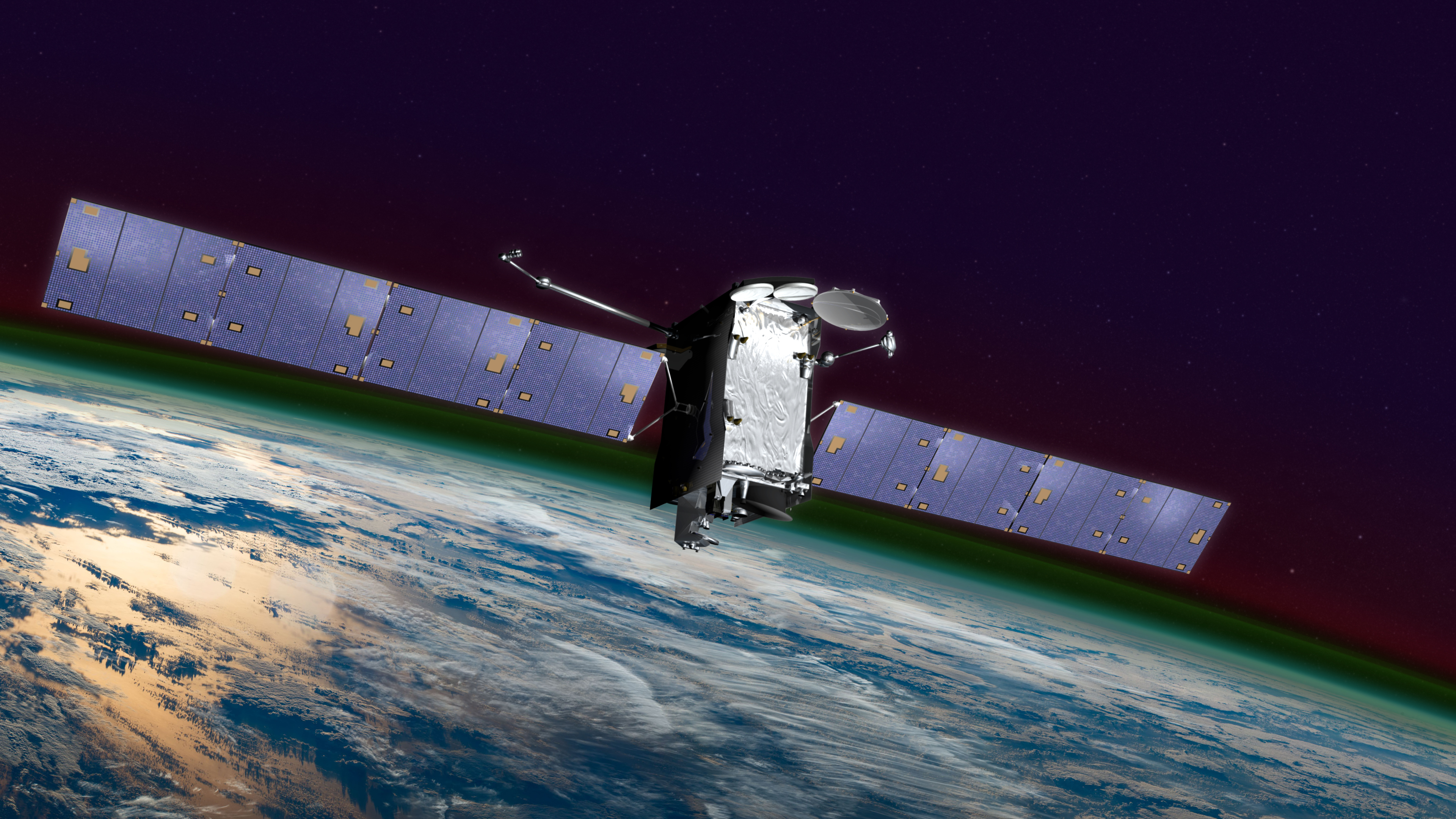
Družice SES-14

V Lucembursku se narodil fyzik Gabriel Lippmann, nositel Nobelovy ceny za rok 1908. Lucemburské kořeny měli i další Nobelisté Paul Lauterbur a Jules A. Hoffmann. Významným botanikem a porodníkem byl Heinrich Johann Nepomuk von Crantz, jenž byl průkopníkem hygieny v porodnické praxi. William Justin Kroll vynalezl v roce 1940 tzv. Krollův proces, tedy metalurgický průmyslový proces výroby kovu titanu za pomoci chloridu titaničitého.

Lucembursko se angažuje rovněž v kosmickém výzkumu. SES S.A. je lucemburská společnost provozující geostacionární družice. Je jedním z předních světových vlastníků a provozovatelů satelitů s více než 70 satelity na dvou různých drahách, geostacionární oběžné dráze a střední oběžné dráze Země. Patří mezi ně i známé evropské satelity Astra. Společnost sídlí v lucemburském Betzdorfu, založena byla v roce 1985. SES je soukromá společnost, ale svůj kosmický program má i lucemburský stát, který patří k osmi zemím, jež se mají podílet na znovudobytí Měsíce v roce 2024 v rámci projektu Artemis, vedeného Spojenými státy.

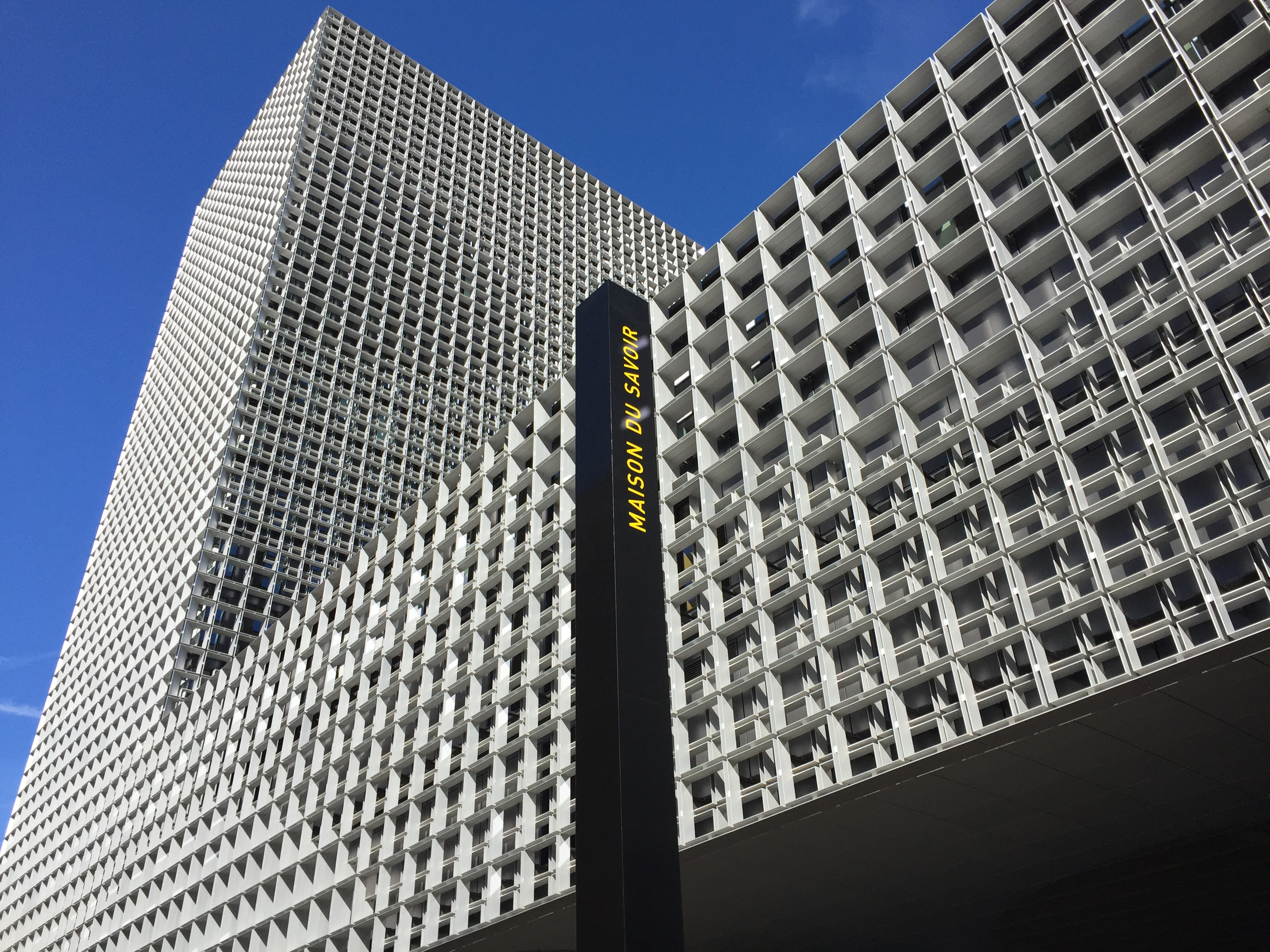
Lucemburská univerzita

Dlouho byli Lucemburčané v otázce vyššího vzdělávání odkázáni na studium v zahraničí. To se změnilo roku 2003, kdy byla založena Lucemburská univerzita (Université du Luxembourg, Universität Luxemburg, Universitéit Lëtzebuerg). Má tři fakulty, tři vědecká centra a tři kampusy. Třemi fakultami jsou: Přírodovědecká, technologická a lékařská fakulta (FSTM), Právnická, ekonomická a finanční fakulta (FDEF) a Fakulta humanitních, pedagogických a sociálních věd (FHSE). V roce 2021 měla univerzita 6714 studentů. Vyučuje se zde anglicky, francouzsky a německy. Pokud student neovládá všechny tři jazyky, je pro něj studium dosti problematické, takže většina studentů jsou rodilí Lucemburčané, kteří jsou vedeni k německo-francouzské bilingvnosti od dětství. Navíc univerzita bazíruje na tom, že každý student bakalářského cyklu musí absolvovat jeden semestr v zahraničí. Dalším limitujícím faktorem je školné, asi 400 euro za semestr, pro řadu zahraničních studentů poměrně vysoké. Nicméně důraz klade univerzita stejně hlavně na postgraduální studium a vědecký výzkum. Šanghajský žebříček univerzitu k roku 2021 řadil na 601-700. místo na stupnici kvality všech světových univerzit.
Od pěti let je v zemi povinná předškolní docházka. Školní docházku musí děti plnit od šesti do patnácti let a vyučování probíhá vícejazyčně.

## Sport

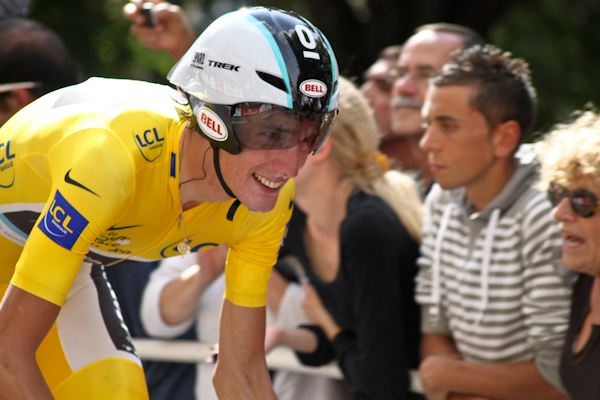
Andy Schleck

Lucemburčané mají slavnou cyklistickou školu. Z ní vzešla jména jako François Faber (vítěz Tour de France 1909), Nicolas Frantz (vítěz Tour de France 1927 a 1928), Charly Gaul (vítěz Tour de France 1958), Andy Schleck (vítěz Tour de France 2010), Fränk Schleck, Kim Kirchen nebo Bob Jungels.

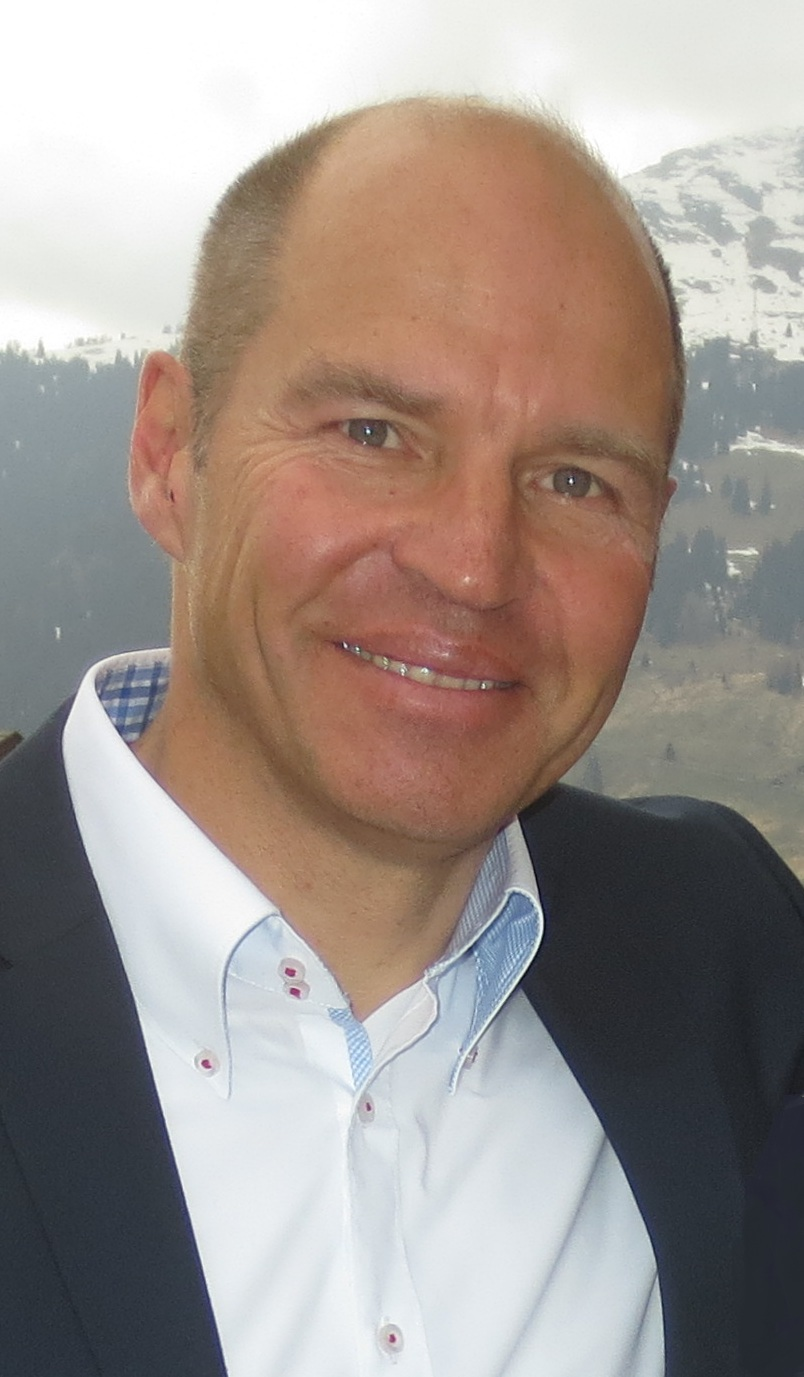
Marc Girardelli

Olympijské zlato si připsali v Helsinkách 1952 běžec na patnáctistovku Josy Barthel a v Paříži roku 1900 maratonec Michel Théato. Toho však tehdy zapsal mezinárodní olympijský výbor jako reprezentanta Francie. Lucembursko oficiálně požádalo v roce 2004 o změnu v historických statistikách, leč MOV mu nevyhověl, proto bývá povětšinou Josy Barthel nadále označován za jediného lucemburského olympijského vítěze. Sjezdař Marc Girardelli má dvě olympijská stříbra, krom toho je čtyřnásobným mistrem světa a pětinásobným celkovým vítězem Světového poháru. Stříbro přivezl z olympiády v Antverpách v roce 1920 rovněž vzpěrač Joseph Alzin.
Stolní tenistka Ni Sia-lien, reprezentující Lucembursko od roku 1991, pro něj vybojovala dva individuální tituly mistryně Evropy. Běžec David Fiegen má stříbro z mistrovství Evropy v atletice roku 2006, z trati na 800 metrů. Karatistka Tessy Scholtesová stříbro z mistrovství světa v roce 2002, Elizabeth Mayová stříbro z mistrovství Evropy v triatlonu z roku 2009.

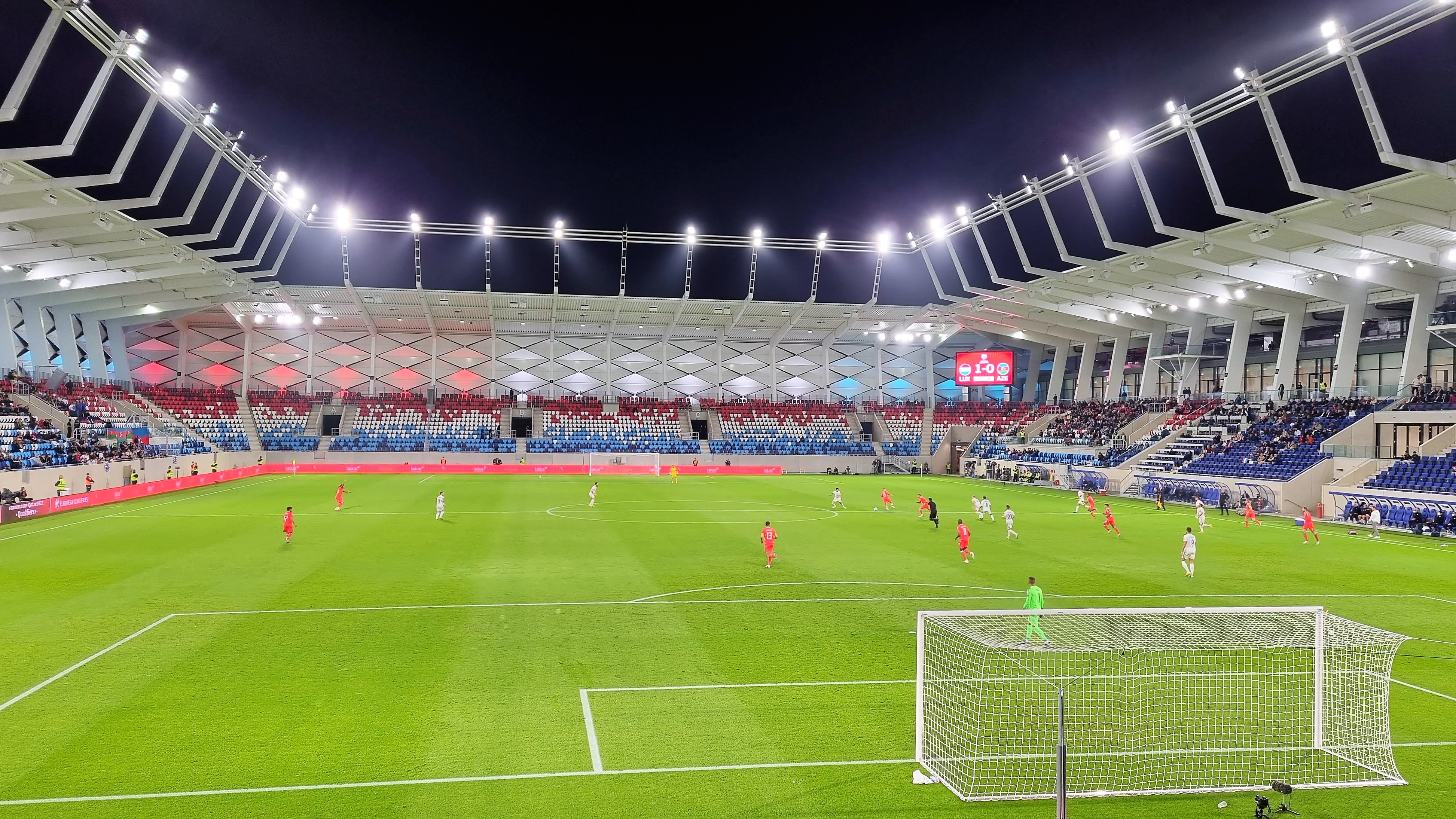
Stade de Luxembourg

Nejslavnějším lucemburským fotbalistou byl Louis Pilot, který se stal se Standardem Lutych čtyřikrát mistrem Belgie. Je historicky nejlepším Lucemburčanem v novinářské anketě o Zlatý míč: v roce 1967 získal jeden hlas a dělené 27. místo, v roce 1968 jeden hlas a dělené 24. místo, v roce 1969 dva hlasy a dělil se o 18. místo (mj. s Andrejem Kvašňákem). Lucemburská fotbalová federace ho roku 2004 vybrala jako nejlepšího hráče země v druhé polovině 20. století na seznam UEFA Jubilee 52 Golden Players. V německé a francouzské lize se prosadil například Jeff Strasser. Nejúspěšnějším fotbalovým klubem je Jeunesse Esch. Jako jediný lucemburský klub se probojoval do druhého kola Poháru mistrů evropských zemí, a to dvakrát: v sezonách 1959/60 a 1963/64. V posledních letech je úspěšnější klub F91 Dudelange, který při svém tažení předkoly Ligy mistrů 2012/13 vyřadil rakouský Red Bull Salzburg a již dvakrát hrál základní skupinu Evropské ligy (2018/19, 2019/20). Lucemburská fotbalová reprezentace hrávala své zápasy na Stade Josy Barthel, avšak ten byl zbourán a roku 2021 byl otevřen nový stadion Stade de Luxembourg. Má kapacitu 9386 diváků pro fotbalová a ragbyová utkání, při koncertech pojme 15 000 diváků.
Dalším významným sportovním stánkem v zemi je hala d'Coque (Centre National Sportif et Culturel d'Coque), kde se mj. konalo Mistrovství Evropy ve volejbale žen 2007, které pořádalo Lucembursko spolu s Belgií.
Bertrand Gachot byl pilotem Formule 1, jeho největším úspěchem však bylo vítězství v závodě 24 hodin Le Mans v roce 1991. Do Formule 1 zasáhl i obchodník Gérard Lopez, majitel stáje Lotus. 
Nejúspěšnějším lucemburským tenistou byl Gilles Müller, který vyhrál šest challengerů ATP a čtyři tzv. futures turnaje, z žen pak Mandy Minellaová, která na okruhu ITF získala do července 2016 deset titulů ve dvouhře a sedm ve čtyřhře.